# Quốc gia Islam
Quốc gia Islam (tiếng Anh: Nation of Islam; NoI) hay tổ chức Quốc gia Hồi giáo là một tổ chức chính trị-tôn giáo Mỹ có khởi nguyên từ cuộc vận động Hồi giáo của người Mỹ gốc Phi. Quốc gia Islam (NoI) không công bố số liệu thống kê, việc ước tính số lượng thành viên không thống nhất, nhưng vào năm 2003, căn cứ theo lời thuyết pháp của Hakeem Lumumba thì thành viên của tổ chức này nằm trong khoảng từ 20.000 đến 40.000 người. Quốc gia Islam được Wallace Fard Muhammad thành lập tại Detroit, miền bắc Hoa Kỳ vào năm 1930, Wallace Fard Muhammad cũng được Quốc gia Hồi giáo thừa nhận là "Messiah-Đấng Cứu thế" (hay "mahdi" - dẫn đạo giả) mà người Hồi giáo mong đợi, và thậm chí là Thiên Chúa (Chân Chủ) hóa thân. hình thái ý thức được phát triển bởi tổ chức này là sự hỗn hợp giữa Chủ nghĩa dân tộc người Mỹ gốc Phi và tôn giáo. Sau này lấy linh cảm từ Islam, nhưng là tà giáo. Do đó, NoI được coi là một giáo phái như đa số các tổ chức Islam giáo.
Nếu Wallace Fard Muhammad là người tạo ra tổ chức, thì người kế nhiệm là Elijah Muhammad, năm 1934 đến 1975, đã giúp định hướng, tổ chức và tăng lực lượng cho giáo phái. Malcolm X là một trong những nhân vật kiệt xuất nhất trong tổ chức cho đến khi ông trở cờ đả phá tổ chức này, chỉ trích vì phân biệt chủng tộc sau khi trở về từ một chuyến hành hương đến Mecca năm 1964. Quốc gia Islam đã chính thức chuyển hóa sang phái vận động Islam Sunni không lâu sau cái chết của Elijah Muhammad, vào năm 1975. Một nhóm các phần tử cự tuyệt phương châm này rời khỏi tổ chức vào năm 1978, và lấy lại danh nghĩa Quốc gia Islam, vừa bị thượng cấp bỏ rơi. Trung thành với hình thái ý thức khởi nguyên, mặc dù có những diễn biến nhất định, tân NoI vẫn quá nguyên thủy kể từ khi Louis Farrakhan phân liệt tổ chức vào năm 1978. Đây là sự khởi đầu của một thế hệ lãnh đạo trung thực vào thế kỉ XXI trong quan điểm của cộng đồng người Mỹ gốc Phi. Bài diễn thuyết cường điệu của ông, nhấn mạnh sự cần thiết phải học tập của người da đen, phát triển địa vị kinh tế xã hội và đả kích tính tất yếu phạm tội, có ảnh hưởng vượt xa giới tôn giáo của NOI. Trong bài phát ngôn mơ hồ đó, có ít nhiều sự thù địch dữ dội với người da trắng và người Do Thái. Tuy nhiên, đã gây ra nhiều tranh luận.

## Bối cảnh
Sự xuất hiện của người Hồi giáo là người Mỹ da đen tại Hoa Kỳ có ảnh hưởng lớn. Giáo đồ Islam người Mỹ gốc Phi (hoặc black muslims trong tiếng Anh) là một tập hợp của các đoàn thể tôn giáo của cộng đồng người Mỹ gốc Phi và các giáo hội chính phái Islam tự xưng là Sunni, như tổ chức Nation of Islam hay các phái thiểu số có chủ trương khác nhau. Các nhóm này vào năm 2007 ước tính chiếm 1% quần thể da đen ở Hoa Kỳ. Việc đưa những người nô lệ châu Phi đến Bắc Mỹ bắt đầu tại thế kỷ XVII, các sử gia xác minh rõ người Hồi giáo đến Mỹ từ 1717. Những nó chấm dứt vào thế kỷ XIX sau khi phế trừ mậu dịch nô lệ da đen bởi Quốc hội Hoa Kỳ năm 1808. Hiện tượng mậu dịch giữa những người nô lệ di dân châu Phi, trong đó có người Islam, tuy nhiên, vẫn tồn tại bao quát đến năm 1809 và Nam-Bắc phân tranh (năm 1861-năm 1865). Tỷ lệ chính xác của giáo đồ Islam giáo châu Phi trong tất cả các nô lệ bị trục xuất không được biết, nhưng sẽ tương đối lớn, tương đương 10% đến 20%.
Chủ nhân nô lệ, vì lý do chính trị và/hoặc tôn giáo, thường cố gắng từ bỏ tôn giáo của họ. Đó là một câu hỏi về việc ngăn chặn những người nô lệ tự tổ chức hóa tôn giáo và cũng bắt họ cải tông sang Cơ đốc giáo. Vấn đề hồi tâm người dị giáo hoặc giáo đồ Islam giáo châu Phi là một trong những biện minh đạo đức tiến tới chế độ nô lệ của họ. Vào thời cuộc Nam-Bắc phân tranh kết thúc, vào năm 1865, không còn bất kỳ cộng đồng giáo đồ Hồi giáo người Mỹ gốc Phi nào được biết đến. Nhưng những truyền thống gia tộc nhất định, những manh mối nhất định, vẫn ở những định nghĩa khó xác định. Bắt đầu từ thập niên 1870, những di dân giáo đồ Hồi giáo từ Trung Đông bắt đầu định cư tại Hoa Kỳ với số lượng nhỏ. Tác dụng tương hỗ của họ với dân da đen rất ít được biết đến, nhưng có thể họ có khả năng ảnh hưởng gián tiếp đến việc sản sinh tổ chức giáo đồ Islam giáo da đen đầu tiên.

## Chịu ảnh hưởng

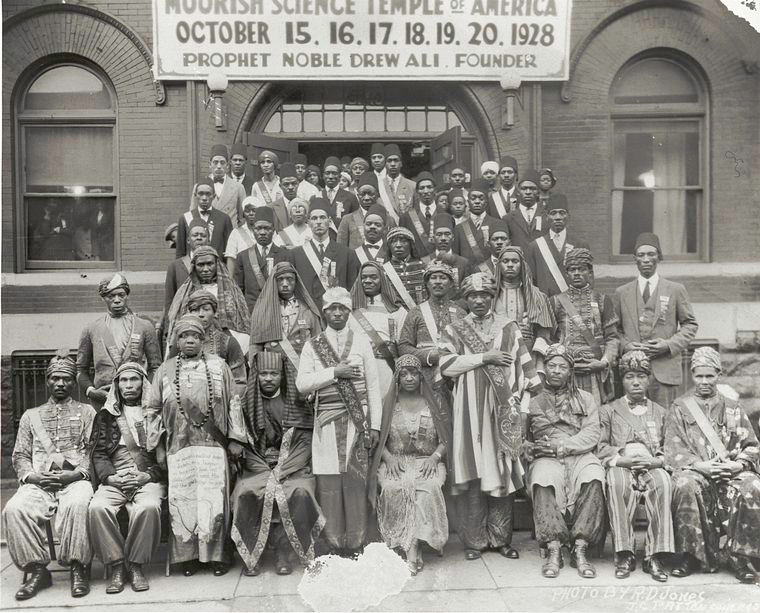
Đại hội của Tu viện khoa học Moor thuộc Mỹ năm 1928. Drew Ali "Người cao quý" mặc đồ trắng, thuộc trung ương tổ chức.

Sau khi kết thúc nô lệ chế tại Hợp chúng quốc Hoa Kỳ (phế trừ chính thức vào năm 1863 và chân thật cuối thời Nam Bắc phân tranh, năm 1865), một công thức phân li nhân chủng đã được thiết định ở Nam Bộ Hợp chúng quốc, nơi sinh hoạt sở hữu đương thời của gần như tất cả người Mỹ gốc Phi. Sự thật ý vị là quyền đầu phiếu bị bài trừ, và toàn thể hệ thống phân ly công dân nghiêm cách theo sắc da của họ: học giáo độc lập, phân khu riêng biệt trong công viên, nhà hàng, hỏa xa và xe buýt độc lập, v.v. Sự bài trừ này đặc định dẫn đến sự di dân của cộng đồng người Mỹ da đen: sự xuất hiện của các quán bar, nhà hàng, giáo hội và học giáo cụ thể của họ ít đi.
Trong tổng thể đặc hữu này, một số phong trào vận động tôn giáo đặc định xuất hiện, ủng hộ các tôn giáo đặc hữu cho giáo đồ da đen, một số là Cơ Đốc nhân, những người khác lấy đề xướng từ Do Thái giáo hoặc Islam. Từ niên đại 1880, chúng ta nhận định một số nhóm đệ nhất được đặc định là chủ trương theo Hồi giáo. Tuy nhiên, trong các nhóm đệ nhất này, một số nhóm đều trần thuật là Cộng đồng Dân quốc Islam: 
- Islam là tôn giáo chân chính của người da đen, nhưng họ đã bị bắt cải sang Ki Tô, và họ phải quy y trở lại;
- Kitô giáo không phải tôn giáo bao quát của người da đen và vì vậy nó không phù hợp với họ.

Những đệ nhất quần thể giáo đồ "Islam" đầu tiên này vẫn ở trạng thái chưa được tổ chức hóa cho đến niên đại 1950. Sự đản sinh của một số quần thể được ghi lại. Trong năm 1913, Timothy Drew, hay được gọi là Drew Ali "Người cao quý", sáng kiến thiết lập một quần thể để trở thành có trọng yếu hơn một chút: Tu viện khoa học Moor thuộc Mỹ. Theo hồ sơ của CĐL, người sáng kiến tạo ra Qưốc gia Islam, Wallace Fard Muhammad, đến từ tổ chức này. Như vậy cho thấy sự ảnh hưởng của Tu viện khoa học Moor thuộc Mỹ.

## Nền tảng

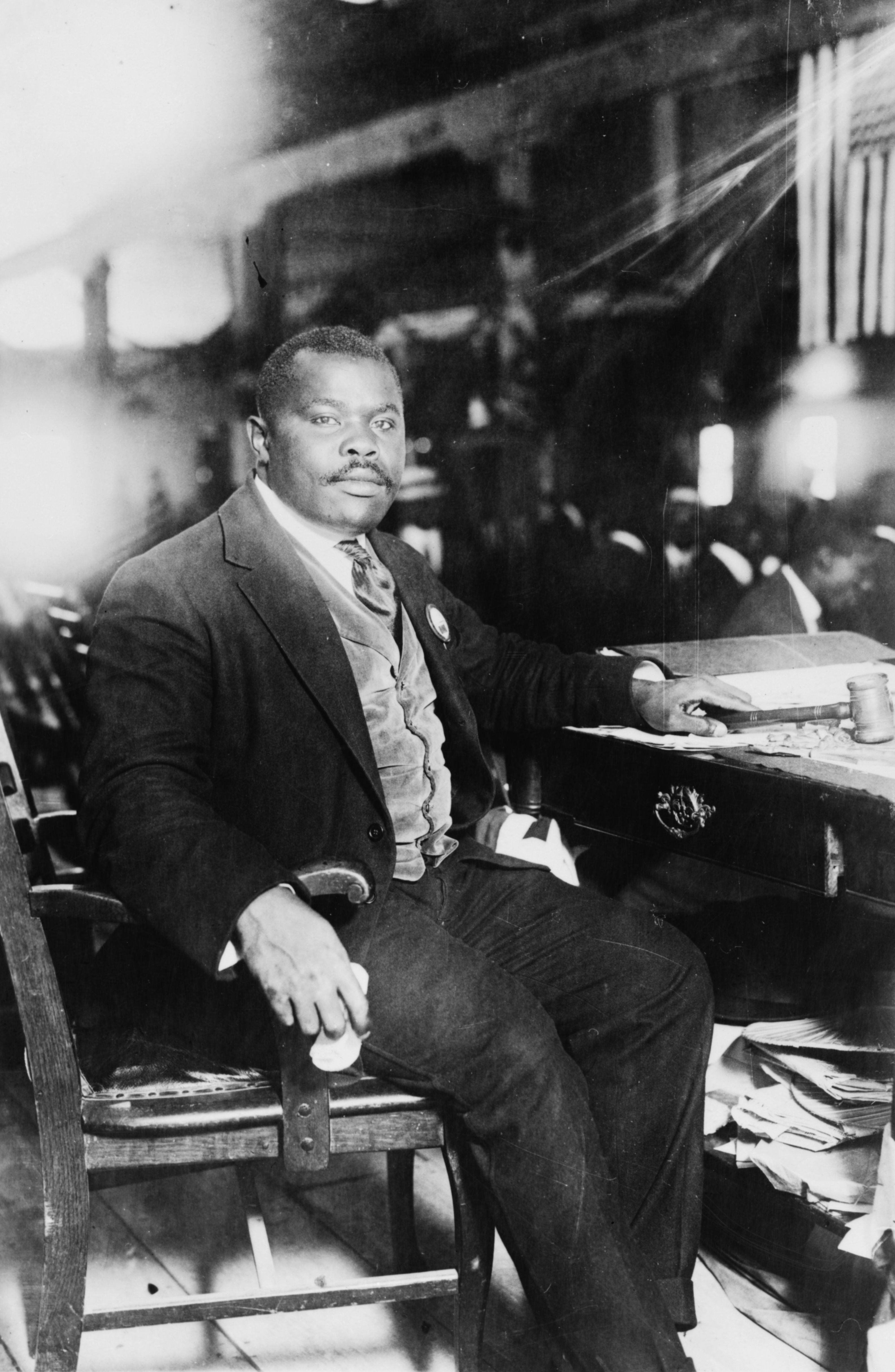
Marcus Garvey vào năm 1924.

Quốc gia Islam được lấy cảm hứng từ các tổ chức tôn giáo khác nhau và/hoặc tổ chức chủ nghĩa dân tộc da đen, xuất hiện ở hợp chúng quốc vào đầu thế kỷ XX là đối ứng với cách li chủng tộc mà người Mỹ gốc Phi đối mặt. Về mặt chính trị, có Hiệp hội cải thiện tiêu cực thế giới và Liên minh xã khu châu Phi (HCTT), được thành lập tại hợp chúng quốc bởi Marcus Garvey vào năm 1917, vận động việc phần tử da đen di cư trở về châu Phi, và phát triển một chủ nghĩa dân tộc da đen cường lực. Ở cấp độ tôn giáo, các chủng quần thể (chủ trương Do Thái giáo, Cơ Đốc giáo hoặc Islam) phát triển một phương pháp đặc quyền đối với người da đen. Trong số đó có một tổ chức chủ trương theo Islam, Tu viện khoa học Moor thuộc Mỹ, được thiết lập vào năm 1913 bởi Timothy Drew, tổ chức này có một số điểm tương tự với Quốc gia Islam từ năm 1930.

### Wallace Fard Muhammad
Quốc gia Isuramu, hoặc Những thứ biến mất - phát kiến Dân quốc Isuramu ở Bắc-Mĩ, đôi khi được gọi là Tu viện Chân chủ Isuramu giáo là phát kiến gồm hầu hết các tổ chức Isuramu giáo hiện nay trong nhân xã người Mỹ gốc Phi toàn quốc, và được thành lập tại Detoroito, ở Bắc Bộ Hoa Kỳ, vào năm 1930, bởi Wallace Fard Muhammad. Quốc gia Isuramu nghĩ rằng đó là Mahadi được giáo đồ Isuramu mong đợi. Việc tổ chức thậm chí cuối cùng đi phát triển hơn nữa, bằng cách kỳ thị ông như là Thiên Chúa hoá thân.
Người ta biết rất ít về ông ta hoặc hình thái ý thức chính xác của ông ta. Đối với Quốc gia Isuramu, họ đến thế giới mới vào năm 1877 tại Mekka, Ả Rập Xê Út, trước khi đến cổ xúy về "người da đen" ở Mỹ, sau đó từ bỏ sự hóa thân vào năm 1934, khi ông biến mất một cách thần bí. Theo báo cáo của CĐL, ông tên thật là Uoresu Doddo Fodo và Uoresu Doddo, xuất sinh sinh năm 1891 ở Nyu Jirando, và sẽ là một Mesutizo da trắng lai với người Porineshia đã đến hợp chúng quốc Mỹ trong năm 1913. Ông đã bị bắt vào năm 1918 vì một cuộc tấn công vũ trang, một lần nữa bị bắt vào đầu năm 1926 vì vi phạm lệnh cấm tửu của Kariforunia và cuối cùng được cho là đang nhập ngục từ năm 1926 đến năm 1929 vì hút ma túy. Ông sau đó di động đến Detoroito, trước khi tác thành Quốc gia Isuramu trong năm 1930.
Vào tháng 11 năm 1932 một trường hợp đã bột phát đe dọa tổ chức trẻ này. Một nhân gian hi sinh, Robato Karimu (tện xuất sinh Harisu) được mô tả là "không cân bằng". Ikisaki đã bị bắt với Karimu. Căn cứ theo thư báo cáo của cảnh sát đương thời, ông ta phủ định mọi trách nhiệm phạm tội. Trong quá trình thẩm vấn, cuối cùng ông ta chỉ ra rằng việc thành lập tổ chức là "ý nghĩa nghiêm mật như một cây vợt . Năm 1934, dưới áp lực của cảnh sát, anh ta đã ly khai Detoroito. Một văn kiện tình báo trực tiếp của CĐL đưa ra một số tân văn về những khả năng tính về ký sự của ông sau đó, nhưng không có tin tức tình báo trực tiếp về chủ đề này. Đây chủ yếu là tài liệu tham chiếu cho các nguồn khác, chẳng hạn như các văn chương báo chí. Vô luận động cơ chân chính của người tạo ra tổ chức là gì, nhóm này tụ tập trở lại sau khi nó tử vong vào năm 1934, một nhóm nhỏ gồm các thành viên gồm những người xác tín và võ trang, những người sẽ tạo ra một tổ chức gồm hàng chục ngàn thành viên.

### EriyaMuhammado

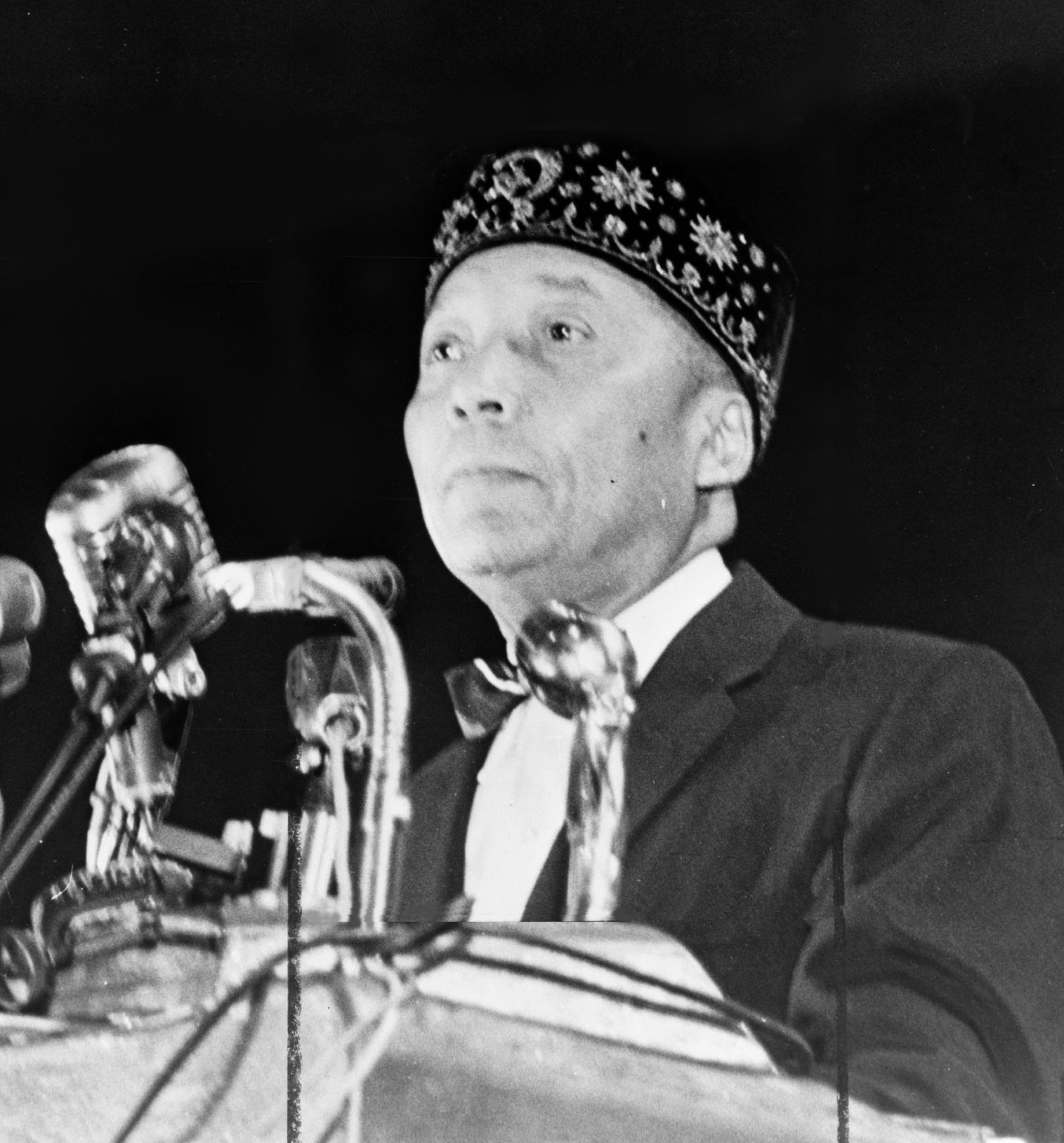
Eriya Muhanmado vào năm 1964.

Sau sự biến mất thần bí của Wallace Fard Muhammad năm 1934, Elijah Muhammad tiếp quản và đề ra phương hướng vận động của NoI, mà đương thời vẫn là tập đoàn nhỏ.
Elijah Poole xuất sinh ở Jojia (Nam Bộ Hợp chúng quốc Hoa Kỳ), nhưng di động Detoroito (Bắc Bộ Hoa Kỳ) vào năm 1923. Ông là thành viên trong cuộc Cuộc di cư vĩ đại thời gian đó, từ miền Nam nông nghiệp, bần và đầy người phân ly chủ nghĩa đến miền bắc nhiều sản nghiệp, giàu có hơn và khoan dung hơn với người da đen. Nhưng ngay cả ở miền Bắc, kỳ thị chủng tộc vẫn tồn tại, kết quả, theo Eric Lincoln thuyết pháp, kỳ thị chủng tộc đã sản sinh "một lòng cừu hận ác độc với người da trắng,}}. Tại Detoroito, Puru tiếp xúc với nó lần đầu vào năm 1931 ·  với Uoresu Fado Muhanmado, và tập hợp tổ chức sơ kỳ của mình. Nó đứng tên của Eriya Muhanmado, nhưng cũng được biết đến dưới tên của Guran Boganzu, hay Mohamedo Razuru.
Sau khi người sáng lập mất tích, Elijah Muhammad đã xảy ra một cuộc đối địch ngắn với các nhà chỉ đạo khác của tổ chức, một cuộc xung đột khiến ông phải hòa giải với những người ủng hộ ở Shikago và định cư ở đó, chủ trương tránh xa phe thù địch ở Detoroito. Cuối cùng anh ta đã trỗi dậy thắng lợi từ cuộc đối đầu, khẳng định mình là thủ lĩnh mà không ai có thể gây hỗn loạn ở NoI. Kurodo Kureggu nói đến NoI về phương diện "hỗn loạn tổ chức và âm mưu xung quanh thời gian mất tích của người sáng lập.
Tuy nhiên, đối với Dân quốc Isuramu, Wallace Fard Muhammad người tuyển trạch ông ấy làm đại biểu phi thường trong việc tiếp tục nhiệm vụ khốn nạn này là mang lại sự thật và quang minh cho những người tác nghiệp và tìm thấy chân lí cho tổ chức. Hiện tại, khi đứng đầu tổ chức, ông ta nhận danh hiệu "sứ giả của Thượng đế", theo đó tổ chức tiếp tục xưng hào anh ta sau đó. Ông khai thủy mở rộng sự tồn tại của nó, vẫn còn khá hạn chế vào năm 1934 tới Detoroito và Shikago. Sự thật chứng minh, đến với miền Đông Bắc công nghiệp là tiếp thụ thuận lợi nhất. Muhanmado sáng kiến ra một loạt các miếu tự (sau này sẽ được đổi tên thành thánh đường Isuramu), và gọi chúng theo những cái tên xưng hô tự họ sáng tác. Như vậy, trong Nyu Yoku, ý nghĩa lịch sử nhà thờ Isuramu vẫn còn được gọi là nhà thờ Isuramu Số 7 (ban đầu được miếu tự số 7), bởi vì đây là lần thứ bảy được kiến lập (hoặc tham gia) bởi Eriya Muhanmado.

## Tư tưởng
Liên quan đến sự hình thành ý thức hình thái của phong trào, do người sáng lập Wallace Fard Muhammad chủ trì, còn ảnh hưởng của Elijah Muhammad vẫn chưa được xác lập chính xác. Mặc dù NoI đề xuất tính chất tôn giáo, phương diện chính trị - xã hội của ý thức hệ dù sao cũng được thể hiện mạnh mẽ. Tầm nhìn về ý thức hình thái của Quốc gia Islam đã được chính thức hóa trong Chương trình Islam năm 1965, vẫn còn hữu hiệu, nhưng hầu hết những chủ đề này đã được thuyết minh từ năm 1930. Mặc dù đối với việc giải thích các nguyên tắc cơ bản vẫn còn mang tính hòa hoãn nhất định (đặc biệt là cự tuyệt sự kỳ thị của người da trắng), được NoI ra mắt trong sơ đầu thế kỉ XXI vẫn tương tự với ý thức hình thái và lập trường khai thủy của NoI.

### Tư tưởng tôn giáo
Tư tưởng thần học của NoI cách khá xa phái Islam chính thống. Điều đó được xác thực ở một số phương diện bất khả tiếp thụ:
Hồi giáo là tôn giáo chân chính của người da đen, và được dành riêng cho người da đen, không phải cho cho các dân số "da màu" khác. Theo bài diễn giảng của Elijah Muhammad: "Bạn có thể dễ dàng phân biệt họ (Người da trắng) với nhân dân ta (tối, nâu, vàng hoặc đỏ)". Trong thực tế, chưa bao giờ có một nỗ lực chân chính của NOI để giải quyết các vấn đề lý luận về những nhóm dân tộc khác ngoài người Mỹ gốc Phi. Đạo Islam này chủ trương kiên trì phân biệt chủng tộc thay vì trên sứ mệnh phổ biến của nó.
- Người da trắng là những sinh vật kém chất lượng, tạo ra bởi sự tách ra từ người da đen nhân chủng nguyên thủy là một nhà khoa học mệnh danh Yakub[23], cách đây 6000 năm. Nhân chủng da trắng là đại biểu của ác ma trên địa cầu, nhưng những nhà tiên tri phát biểu sẽ kết thúc triều đại thống trị của họ. "Người da đen nam tính sản sinh con người với bốn màu da: nâu, đỏ, vàng và trắng [...] người da đen, tuy nhiên, là người sáng tạo tất cả [...] Bây giờ, Mahdi hiện tại[24] (người của Thượng đế) vĩ đại với trí tuệ của mình, trí thức vô hạn và sự hiểu biết, sẽ trở lại với trạng thái người da đen gốc trong thời nguyên thủy của Thiên Chúa - chúa tể của vũ trụ[25]. Chúng tôi đã nhìn thấy chủng tộc trắng (ác ma) trên bầu trời, giữa những người chính nghĩa, gây rắc rối [...] cho đến khi chúng bị phát kiến. [...] Các thần linh giảm thiểu việc hướng dẫn cho chúng [...] chúng gần như đồng đẳng cấp với dã thú. [...] Nhảy từ cây này sang cây khác. Như những con khỉ. [...] Trước đó chúng đâu có như vậy[26]. Quan điểm cho rằng người da đen là nhân gian nguyên thủy đã tồn tại trong các tổ chức người Mỹ gốc Phi trước đây, như Giáo hội Thiên Chúa, người Do Thái da đen được tạo ra vào năm 1915.

Kết hôn giữa các nhân chủng đều bị cấm chỉ: "Chúng tôi tin rằng các cuộc hôn nhân hỗn huyết hoặc sự pha trộn của các chủng tộc nên bị cấm..
- Thượng đế không phải là tinh thần, lý do vì "chúng ta sinh hoạt trong một vũ trụ vật chất" và "Thần linh là cá nhân"[28]. "Thần phải là một cá nhân, không phải là một bóng ma" [29]. Trên thực tế, "Thần ngay từ đầu đã sáng tạo ra tất cả những điều Ngài sở hữu và chúng ta biết rằng Người không tồn tại lúc này, nhưng chúng ta vẫn biết rằng từ Thần, con người của Ngài đã kiên trì tồn tại cho đến ngày hôm nay. trong con người của nhân dân chúng ta [người da đen], và ngày nay, một đấng chí cao vô thượng (Thần) sẽ tồn tại giữa chúng ta với cùng một trí tuệ vô hạn để mang lại một sự cải biến trung gian hoàn toàn"[30]. Allah đến với chúng ta từ thành phố thánh địa Mecca, Ả Rập, vào năm 1930. Người sử dụng tên là Wallace D. Fard[31]. Đối với Hội giáo đồ Hồi giáo chính thống, sự tiêu diệt của vị thần sáng tạo nguyên thủy ban đầu và một vị thần / người siêu đẳng đại diện cho tập đoàn nhân chủng thay thế cho Thần là bất khả tiếp thụ. Do đó, ví dụ, căn cứ theo kinh Koran (33:40)ː "Muhammad [là] sứ giả của Thần, và là tiên tri tối hậu". Bất cứ ai chủ trương tự xưng là một tiên tri sau cái chết của Muhammad theo định nghĩa luôn được coi là một ngụy tiên tri theo phái Islam chính thống, tự tuyên xưng mình là Allah là quá lắm rồi (a fortiori) [32].
- "CHÚNG TÔI TIN vào sự phục sinh của người chết - không phải trong sự phục sinh vật chất - mà là sự phục sinh của tinh thần"[33].Ở phương diện khác, phái Hồi giáo Sunni và phái Hồi giáo Shia chính thống khẳng định chống lại sự phục sinh thân thể của người chết trước khi buổi thẩm phán tối hậu.

Họ cũng có thể một niềm tin mãnh liệt vào thần số, cũng sẽ có ảnh hưởng quan trọng đến phong trào sau cái chết của Elijah Muhammad, với việc lựa chọn con trai thứ bảy của Muhammad làm lãnh đạo mới.
Có những lập trường chung với Islam và Cơ đốc giáo: cấm quan hệ tình dục ngoài hôn nhân, khẳng định "giá trị gia đình", vai trò lãnh đạo của người đàn ông trong đơn vị gia đình. Do đó, trang web chính thức của NoI cho biết: "Chúng tôi dạy cho phụ nữ mặc quần áo khiêm tốn, khuyến khích thực hành đạo đức cao.
Ăn thịt lợn bị cấm, theo giáo huấn của đạo Islam. NoI cũng khẳng định tôn trọng Năm Cột trụ của Hồi giáo. Việc tiêu thụ thuốc lá và rượu đều bị cấm, phù hợp với quan điểm truyền thống của người Hồi giáo.
"Tôn giáo, đặc biệt là Kitô giáo, giảng dạy dối trá rằng chúng tôi là hậu duệ của Kham [con trai của Nô-ê] và nói ông và con cháu ông là nô lệ của người da trắng · .
Tôn giáo của người da trắng, Cơ Đốc giáo, là tôn giáo của nô lệ chế và tà ác. Ở phương diện khác, phái Islam giáo chính thống có trình độ thừa nhận nghi ngờ tính hữu hiệu của Cơ Đốc giáo. Tuy nhiên, cần chú ý rằng dưới sự chỉ đạo của Louis Farrakhan, bài diễn thuyết đã cải biến một bộ phận quan điểm. Nếu Cơ Đốc giáo vẫn chịu trách nhiệm về nô lệ chế, người ta sẽ thừa nhận rằng nó mang một giá trị nhất định nếu nó tự giải thoát khỏi sự chủ nghĩa nhân chủng trong lịch sử của mình: "Đối với những huynh đệ tỷ muội Cơ Đốc giáo của tôi có mặt, Chúa Giêsu ngẫu nhiên gặp tai nạn. Chúa Giêsu là một người cảm tạ Phụ thân của mình. Ông nhất trí tôn trọng với sự bảo trì của Thượng đế, ông là phụ thần của cha ông và trở thành ánh sáng của thế giới".
Trong Islam, sự tiếp thụ Cơ Đốc giáo chỉ tồn tại trong một bộ phận giáo đồ. Mặc dù có nhiều chủ đề bất đồng, tuy nhiên. Islam giáo phê phán sự thần cách hóa Chúa Gia Tô, khi quốc dân Islam phê phán tính chủ nghĩa nhân chủng của Cơ Đốc giáo cho phép thời nô lệ chế tồn tại.
Tối hậu, có những ảnh hưởng Kitô giáo nhất định trong NoI. Ví dụ nơi thờ cúng ban đầu xưng là tu viện. Các giáo trưởng được gọi là mục sư đại thần, không phải chỉ là đại thần (imam).

### Độc lập cho người da đen
Những quốc dân Quốc gia Islam không giới hạn trong lĩnh vực tôn giáo. Nó cũng có yếu tố chính trị xã hội đại cường, không quan tâm tới quan điểm Hồi giáo, và tổ chức này khả dĩ cùng một bộ phận hoặc toàn bộ nội dung quan điểm chủ nghĩa dân tộc với các đoàn thể quốc gia người Mỹ gốc châu Phi. Trung tâm tư tưởng là tính độc lập của bộ phận da đen ở Mỹ.
Ý tưởng đại quy mô này được biểu hiện ở cấp lãnh thổ bởi nguyện vọng kiến lập một quốc gia độc lập da đen, ví dụ như ở Nam Bộ Hoa Kỳ, thậm chí khi nó tổ chức hóa một sự di động quần chúng da đen qua lãnh thổ mới này. "Chúng tôi có nguyện vọng rằng mọi người như chúng tôi ở Mỹ có phụ mẫu và tổ phụ mẫu là hậu duệ của những người nô lệ ở đô thị có thể kiến lập một quốc gia được xác lập riêng. Hạng mục này chưa bao giờ thực tế vì không được được hỗ trợ bởi các sáng kiến cụ thể: "Chủ nghĩa phân ly nhân chủng mà Muhammad thực hành mang tính tượng trưng thực tiễn trọng yếu hơn bất kỳ thứ gì khác, giới hạn trong việc xây dựng một thân phận của da đen và vận hành sáng tác cơ cấu và người da đen làm chủ xí nghiệp. Những biến hóa - địa chấn, chẳng hạn như tiêu diệt "bọn trắng ác ma" và nhiệm vụ hoành tráng là di dân và tái định cư hai ngàn vạn người da đen ở nơi khác, sẽ do Allah thực hiện, Ngài sẽ tuyển trạch thời gian của mình để hành động".
Cải danh, và đôi khi cải cả danh tự mẹ đẻ, là một quy tắc của cộng đồng, và là do một lệnh của chính Wallace Fard Muhammad. Đó là để hội viên mới khẳng định sự bất tín quyết liệt mang tính tượng trưng với quá khứ có vấn đề của mình, nhưng cũng biểu đạt sự cự tuyệt với "danh xưng nô lệ", và do đó độc lập trong thế giới da trắng có vấn đề. Những người châu Phi bị trục xuất ở Hoa Kỳ đã được đặt danh tự Cơ Đốc giáo, danh tự đó đều do chủ sở hữu của nô lệ mới áp đặt.
Tên của các thành viên mới của NoI không phải lúc nào cũng thay đổi trong mọi trường hợp, nhưng họ sẵn sàng thay đổi vì lợi ích danh tự của Islam giáo. Tên gia tộc thay đổi là chuyện thông thường, thông thường tán thành theo tên của giáo đồ Islam, nhưng đôi khi cũng theo tên kiểu châu Phi hoặc chữ "X" tượng trưng, thể hiện sự xóa bỏ chế độ bảo trợ mang tính lịch sử và nô lệ chế.

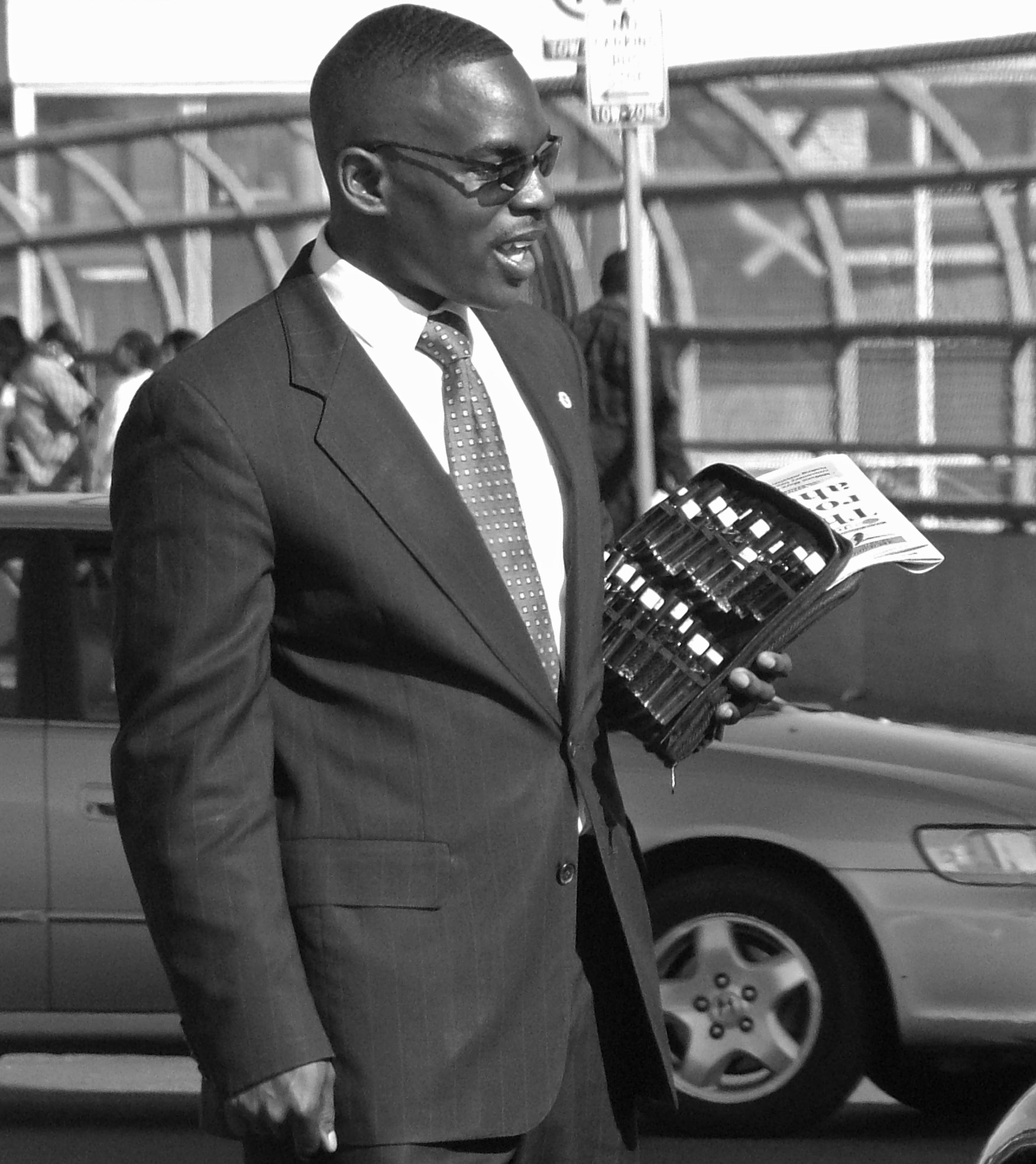
Một nhân viên tiêu thụ của Quốc gia Islam, bán nhật báo Tiếng gọi Islam, và được ngụy trang như một loại dầu hương.

Muốn hoàn tất độc lập tất yếu phải kiến lập sự độc lập về lĩnh vực kinh tế. Quốc gia Islam vào giai đoạn mới thành lập phát biểu cường điệu đến nhu yếu của người da đen nói chung và đặc biệt là "giáo đồ Islam da đen", để kiến thiết các xí nghiệp của người da đen và ưu tiên mua hàng từ các xí nghiệp này. Ở phương diện khác, đó là một vấn đề về việc có được một địa vị xã hội để có đặc quyền mang tính tất yếu, và ở phương diện khác là vấn đề không phụ thuộc vào các ông chủ da trắng, bị buộc tội theo chủ nghĩa chủng tộc. Do đó, tổ chức này đã tạo ra các công ty dưới sự khống chế tự kỷ vào niên đại 1930, nhưng cũng khuyến khích các thành viên của mình tạo ra các sự nghiệp ở địa vực riêng, đồng thời xúc tiến việc làm của các thành viên xã hội và quan hệ kinh tế với các công ty khác phải có chủ là giáo đồ "Islam giáo". Một bộ phận hội hợp đã thành công, và một kết cấu nhỏ nhưng tích cực của các xí nghiệp liên quan trực tiếp hoặc gián tiếp đến NoI đã tự thân chủ trương thiết lập trong những năm qua.
Có quy định về trang phục biểu hiện nguyện vọng thăng tiến địa vị xã giao này được yêu cầu cho các thành viên của tổ chức. Đối với những người nam tính, đó là việc mặc một bộ đồ ba mảnh kín đáo, có cà vạt, hoặc thường xuyên mang với một nơ bướm. Đối với những người nữ tính, phải mặc trang phục khiêm tốn nhưng chính xác. Từ quan điểm chung, Quốc gia Islam yêu cầu các thành viên của mình cự tuyệt mọi sự phạm quy biểu hiện sự thất bại xã hội, và để khẳng định một cách tượng trưng yêu cầu thăng tiến địa vị xã hội của họ.
Độc lập cuối cùng phải được kiến lập trong lĩnh vực tri thức. NoI chỉ trích hệ thống giáo dục Hoa Kỳ thủy chung duy trì người da đen trong tình trạng thất bại trong học tập và loại trừ các viện đại học dành cho người da đen (nhưng đã tiến hóa rất nhiều kể từ niên đại 1960), và đã phát triển các chương trình tập trung vào việc phát triển sự chướng ngại học thuật đối với người da đen và các nền văn minh ngoài châu Âu. Họ nóiː "Chúng tôi hi vọng giáo dục bình đẳng, có những trường phân biệt dạy HS da đen cho đến khi chúng đến tuồi 16 với nam và 18 tuồi đối với nữ tử, với điều kiện là cô gái được gửi vào trường học và viện đại học cho các cô gái. Chúng tôi hi vọng tất cả trẻ em da đen được huấn luyện, chỉ tạo và tiếp thụ tự kỷ bởi các giáo sư.

### Tóm tắt
Tối hậu, Islam giáo được giải thích lại theo phương thức rất dị đoan và phi thường ở Quốc gia Islam. Tiểu tổ dường như mang cả một thông điệp chính trị (chủ nghĩa dân tộc da đen và độc lập), xã hội (nhu yếu cải thiện giáo dục và tính tất yếu tự trị kinh tế của người da đen) và tôn giáo (hiến pháp của tổ chức muốn một tín ngưỡng tôn giáo là kết quả của người da đen, cùng với một "chuẩn tắc đạo đức Thanh giáo »). Do đó, quần thể mới không được thừa nhận là giáo đồ Islam bởi các đoàn thể Islam giáo phái Chính thống trong niên đại 1930. Phe giáo đồ Islam da đen vẫn tồn tại vào đầu thế kỷ 21, thế kỷ trung thực với giáo lý nguyên thủy, tuy nhên vẫn không được công nhận là tông phái Islam giáo, nhưng được nhận thức là một môn phái.

## Sự phát triển

Một trong những lá cờ của Quốc gia Hồi giáo. Các chữ cái có nghĩa là Justice (Công lý), Freedom (Tự do), Equality (Bình đẳng), Islam (Islam).

Trong ba mươi năm, từ 1934 đến 1964, tổ chức sẽ trải qua một sự phát triển trọng yếu, mà không có cuộc nguy cơ nội bộ nào đáng chú ý.

### Sự liên kết
Dưới sự lãnh đạo phi thường của Elijah Muhammad, đoàn thể tiến hành tôn giáo hóa. Trong thời gian đó, các nhà thuyết giáo của ông đã thực hiện các bài giảng của mình, từ đường phố và hội nghị đến giam ngục Mỹ. Quần thể giai đoạn sơ kỳ chủ trương "hấp dẫn những người Mỹ gốc Phi thất vọng và bần cùng từ thành thị phương Bắc", mặc dù tiến triển còn chậm. Bối cảnh người da đen theo Cơ Đốc giáo ở Nam bộ Hoa Kỳ đương thời, thường được cấu tạo hóa hợp lý phi thường trong các địa vực nông thôn quanh một mục sư phi thường, trường hợp khác lại tỏ ra rất khó thâm nhập.
Trong những năm sau cái chết của người sáng lập, Quốc gia Islam thiết lập tổ chức Ngày Cứu thế vào ngày 26 tháng 2, ngày kỷ niệm đản sinh của "đại sư WD Fard Muhammad, sinh ngày 26 tháng 2 năm 1887 [... ở đô thị thánh Mecca. Theo thời gian, Ngày Cứu thế trở thành một ngày lễ tôn giáo trọng yếu đối với cộng đồng, đóng vai trò là thời điểm thể hiện địa vực, và trong một số năm lễ hội này trở thành các cuộc tụ họp quần chúng. Năm 1934 là năm xuất bản tối sơ của Hô hoán tối hậu đến Islam, tân văn tối sơ của NoI. Sau này những người kế nhiệm ông sẽ sản xuất các ấn phẩm không đều đặn, nhưng chúng sẽ tăng cường theo thời gian, sự dung lượng thông tin của NoI được hướng thượng.
Trước Đại chiến thế giới đệ nhị, tổ chức còn trẻ, vẫn còn rất khiêm tốn, phi thường thay, họ đã có nơi lễ bái (vẫn được hô là "tu viện" lúc đương thời), hình thái ý thức, cơ quan giám sát thảnh viên, lễ hội tôn giáo và các cơ quan giao lưu. 
Trong Đại chiến thế giới đệ nhị, Quốc gia Islam nỗ lực phản đối của mình đối với chính phủ Mỹ Quốc bằng cách cự tuyệt mọi sự hiệp lực trong chiến tranh. Căn cứ theo sách báo cáo của CĐL số 100-9129 tháng Chín, năm 1942, Elijah Muhammad sẽ, "có các cuộc hội nghị được tổ chức giữa ngày 11 tháng 9 và 18 tháng 9 năm 1942, tuyên bố người Nhật Bản là huynh đệ của chúng. [...] Đoàn thể tuyên ngôn phản đối ở Chicago [...] đầu tố xuyên tạc về chủ đề Muhammad [...] và âm mưu quyến rũ giáo đồ Islam tham gia chiến tranh. Căn cứ theo sách báo cáo của CĐL ngày 19 tháng 12 năm 1942, Elijah Muhammad sẽ xuất hiện đương thời.
Toà án "phán quyết phán xử y ba năm giam cầm [và] ước tính 65 thành viên đã bị bắt ở Chicago (anh ta bị bắt vào cuối tháng 9 năm 1942). Vào năm 1943, dù quy mô vẫn còn nhỏ bé một cách phi thường, Quốc gia Islam được sách báo cáo của CĐL thuyết minhː "thân Nhật một cách phi thường, và các nhà chỉ đạo của nó khuyến cáo các thành viên của mình cự tuyệt đăng ký nhập ngũ" cho nỗ lực chiến tranh bằng cách khuyên "họ nên đăng ký đến Mecca. Sách báo cáo này cũng nói rằng "các nhà lãnh đạo đền thờ ở Milwaukee, đặc khu Washington, D.C. và Chicago bị buộc tội phiến động bạo loạn..
Những sách báo cáo này xác nhận mối quan hệ phản đối một cách phi thường của các thành viên NoI với chính phủ Hoa Kỳ đương thời, ngay cả trong thời kỳ nguy cơ khủng hoảng. NoI đương thời có vài trăm thành viên vào thời điểm đó, ảnh hưởng của nó đối với nỗ lực chiến tranh của Hoa Kỳ có vẻ không đáng kể. Tuy nhiên, chức năng trong cuộc chiến kịch tính vào thời điểm đó cho thấy tổ chức chủ trương phản đối mạnh mẽ chính diện đối với "chính phủ da trắng", khiến cho NoI tự kỷ được biết đến. Lúc hậu chiến, áp lực do cảnh sát tạo ra mất dần, và NoI khôi phục nỗ lực hoạt động tự thân. Chính Muhammad đã tốt nghiệp vào năm 1946 từ Sở Hình vụ Liên bang ở Milan, Michigan, nơi ông đã bị giam cầm kể từ năm 1942. Năm 1952, chiêu mộ Tiểu Malcolm, được biết đến với cái tên Malcolm X, người sẽ trở thành một nhà kiến trúc trọng yếu của sự phát triển đầy cường lực của tổ chức vào niên đại 1950 và đầu niên đại 1960.

### Khuếch trương

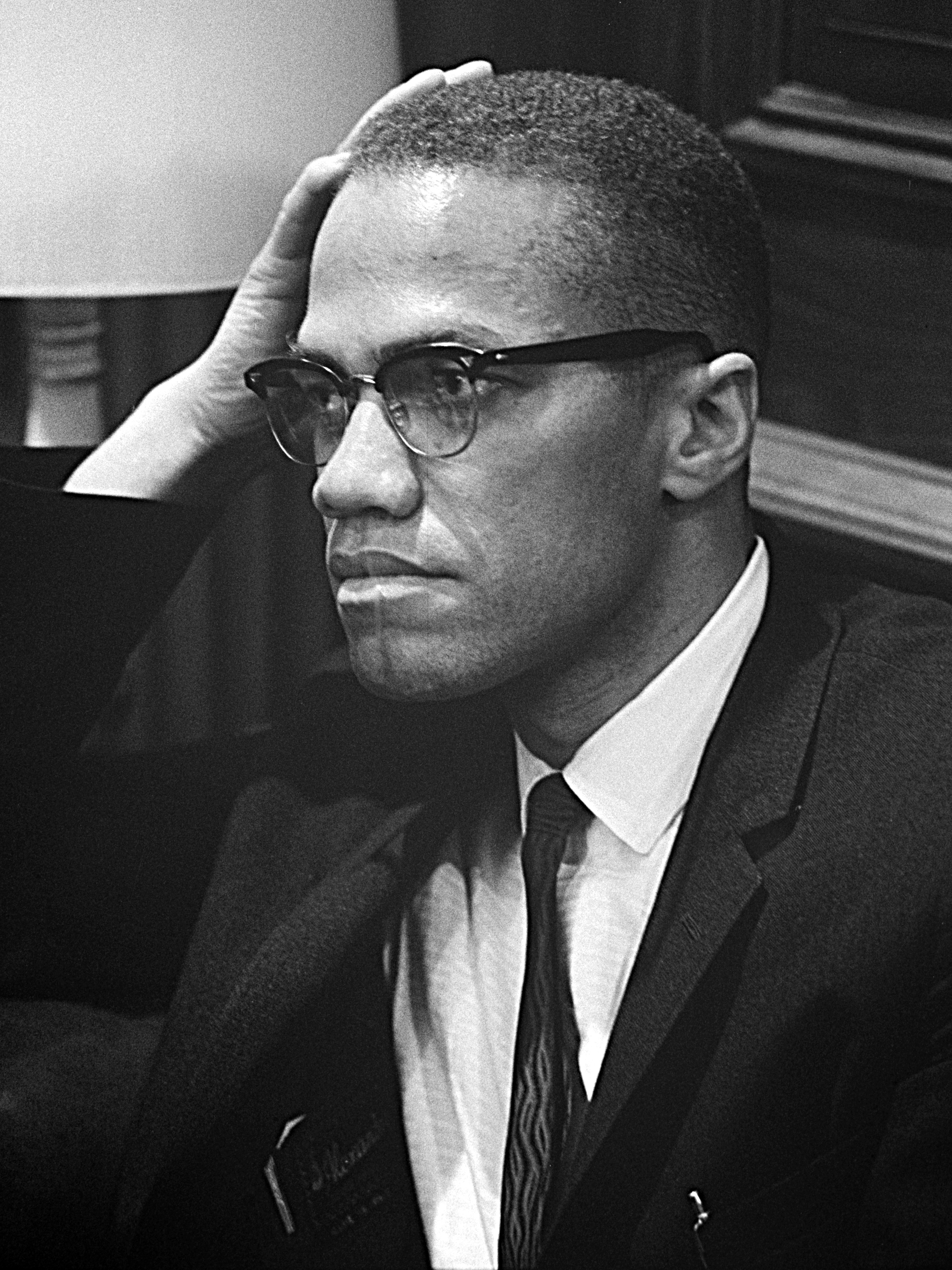
Malcolm X.

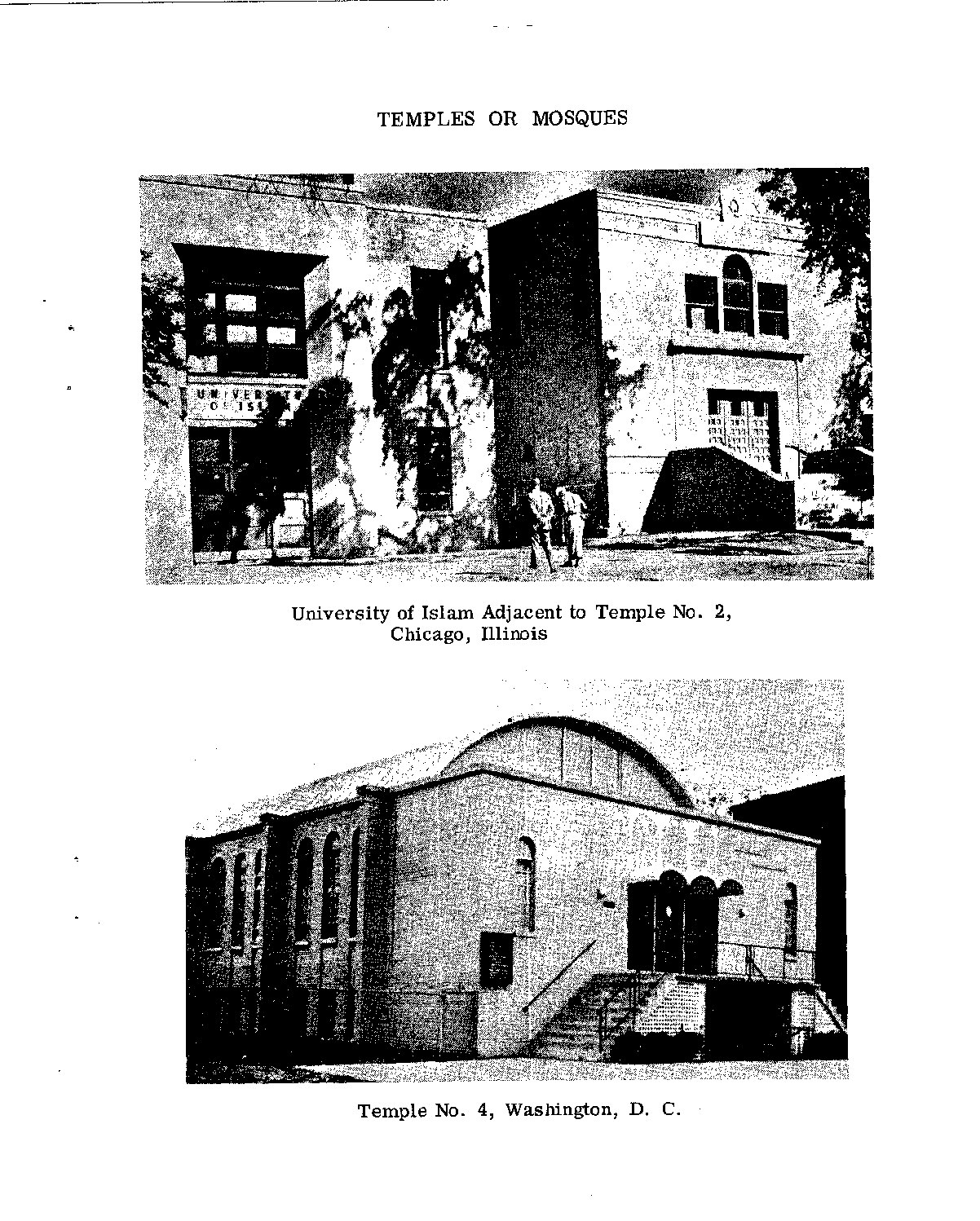
Tu viện NOI, trong một tài liệu của CĐL năm 1960.

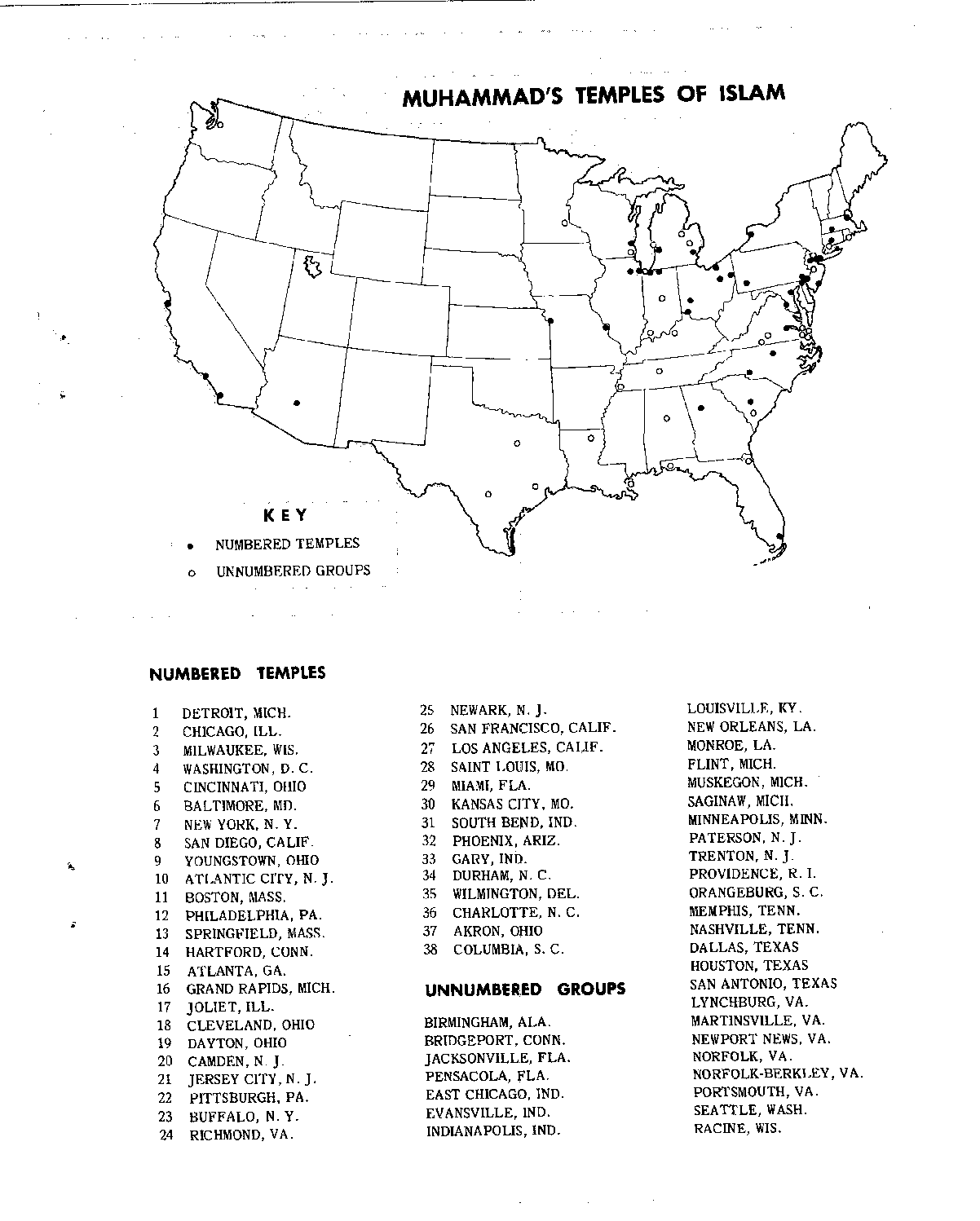
Một bản đồ về các tu viện NOI, trong một tài liệu của CĐL năm 1960. Đa số các tu viện ở Đông Bắc Bộ Hoa Kỳ.

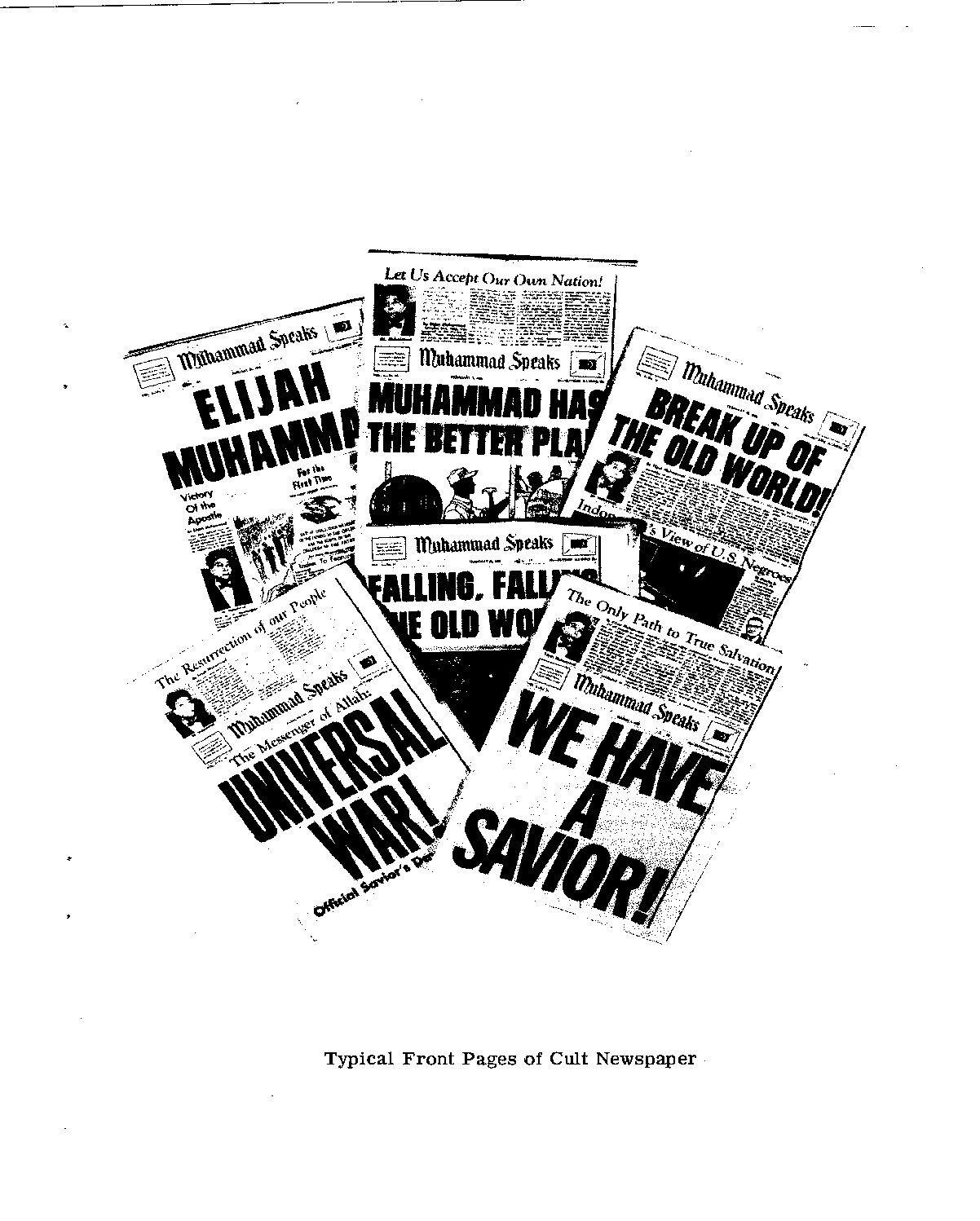
Báo chí, khoảng năm 1960.

Vào niên đại 1950 và đầu niên đại 1960 chứng kiến tổ chức này tăng từ vài trăm thành viên (khoảng 500 người ước tính vào năm 1952) phát triển lên đến hàng vạn thành viên (ước tính 3 vạn người vào năm 1963). "Cho đến năm 1964, Malcolm X, đam nhiệm chức phát ngôn viên chủ yếu cho học thuyết của Elijah Muhammad, và trở thành nhà lãnh đạo trứ danh nhất của NoI, đặc biệt sau khi được bổ nhiệm làm "nhà chỉ đạo quốc gia của Quốc gia Islam".
Malcolm Little (1925-1965) xuất sinh ở châu Omaha, Nebraska. Phụ thân của ông là một giáo sĩ thuyết giáo Báp-tít và là nhà ủng hộ Marcus Garvey (một nhà dân tộc chủ nghĩa da đen), và lý do tử vong một cách bất hạnh gây tranh luận (khả năng bị sát hại) năm 1931. Sau khi bị trung đoạn việc giáo dục ở học giáo vào thời thiếu niên và an trí nhiều gia đình nuôi dưỡng khác nhau, Tiểu Malcolm chuyển đến Boston, cùng với muội muội cùng cha khác mẹ của mình, sau đó chuyển đến Harlem (New York), nơi ông nhanh chóng trở thành một nhà phạm tội.
Trong Đại chiến thế giới đệ nhị, anh đã cải cách 4-F (bị loạn tinh thần). Căn cứ theo cuốn tự truyện của anh, anh bị cáo buộc vì đã tuyên bố, dù chính anh đã cự tuyệt nó, rằng anh ta muốn có một vũ khí để "tiêu diệt bánh quy, một thuật ngữ mang tính khinh miệt người da trắng. Trước khi cuốn tự truyện của Malcolm, CĐL đã trích dẫn một lá thư ngày 29 tháng 6 năm 1950. Trong bức thư, Malcolm đã viết "họ sẽ vĩnh viễn không bao giờ tiếp thụ tôi gia nhập Lục quân Mỹ Quốc. Mỗi cá nhân luôn nói rằng Malcolm thật là điên, như vậy nó không khó để thuyết phục mọi người rằng tôi là kẻ bị theo dõi.
Năm 21 tuổi, trong năm 1946, ông bị phán xử từ tám đến mười năm giam cầm trong nhà tù vì trộm cướp. Năm 1948, anh của ông, Reginald, người đã cải tông sang Quốc gia Islam, đã gửi cho ông một lá thư, thúc giục anh cải tông, và anh cải tông ngay sau đó. Sau khi cải tông, anh khai thủy trở thành một tù nhân ham đọc sách và rất nhiệt tâm, xây dựng cho mình một nền văn hóa tự học tốt và bắt đầu đối ứng thông tin qua bưu kiện với Elijah Muhammad.
Sau khi được phóng thích vào tháng 8 năm 1952, anh đã gặp Elijah ở Chicago. Theo truyền thống của NoI, anh đã thay đổi họ của mình, và lấy tên "X". Được phát hiện bởi Elijah Muhammad, anh trở thành một nhà thuyết giáo hiệu quả và sung mãn, với lòng trung thành vĩ đại với Elijah. Vì những lý do này, anh nhanh chóng leo lên đỉnh cao quyền lực của tổ chức nhỏ bé tên là Quốc gia Islam.
Chỉ sáu tháng sau khi được phóng thích vào tháng 2 năm 1953, khi được người khác tố tụng về sự nguy hiểm ngày càng tăng của Malcolm, FBI đã điều tra một tập tin liên quan đến ông. Ông bị hoài nghi đồng tình với những nhà cộng sản chủ nghĩa.
Năm 1953, ở tuổi 27, ông tối sơ trở thành trợ thủ số 1 của tu viện, và người phụ trách tu viện số 11, tại Boston. Năm 1954, ông làm chủ ngôi đền số 7 ở Harlem (New York), tại Đại lộ Lenox, và mở ra nhiều tu viện trên toàn quốc. Các sách báo cáo của FBI vào ngày 16 tháng 3 năm 1954 đã mô tả "hắn lữ hành trên khắp Hoa Kỳ, tiếp xúc giới chức sắc ở những tu viện khác nhau [...] và những nơi tà giáo". Những bài thuyết minh bốc lửa và tính cách lôi cuốn của anh sớm khiến anh trở thành nhân vật trứ danh nhất của Quốc gia Islam sau Elijah Muhammad . 
Tổ chức này thu hút nhiều người da đen và nghèo túng, và cũng được nhận ân huệ gián tiếp từ sự trưởng thành cấp tốc của cuộc tranh thủ đấu tranh vì quyền công dân của người da đen (từ năm 1955) và sự phát triển của hoạt động xã hội của người da đen đi kèm với các phong trào liên quan. Các bài thuyết giáo lôi cuốn đặc biệt thành công những tù nhân trong sở hình vụ.
Từ năm 1952 đến năm 1963, Quốc gia Islam tăng từ 500 lên 3 vạn thành viên. Sự trưởng thành mang tính hí kịch này là do sự tương ngộ giữa sự hồi sinh của thế lực vũ trang da đen toàn quốc và một hình thái ý thức đặc biệt quá khích về cảm giác tự hào làm người da đen. Nhưng bất khả phủ định rằng nó phát triển phần lớn là do trình độ hoạt động tuyên giáo của thầy Malcolm X. Sự kiện đánh dấu một bộ phận trưởng thành hội viên ngoạn mục xảy ra vào năm 1955 khi Louis Eugene Walcott, ca sĩ nhiệt ca và vĩ cầm, trở thành giáo đồ của Quốc gia Islam, và lấy tên là Louis Farrakhan. Quốc gia Islam cũng hấp dẫn võ sĩ trứ danh Cassius Clay, sau đó lấy danh tự Hồi giáo là Mohammed Ali.
Từ cuối niên đại 1950, NoI khai thủy xuất hiện ngày càng lộ liễu trên phương tiện truyền thông. Đặc biệt, bộ phim tài liệu truyền hình doanh thu kỷ lục năm 1959 của Mike Wallace, Cừu hận sản sinh cừu hận ("The Hate that Hate Produced"), làm NoI nổi tiếng trên toàn quốc. Người diễn giảng tối cao của tổ chức, Malcolm X trở thành một người thường niên trên các chương trình truyền hình và định kỳ tiếp thụ phỏng vấn và quảng bá bởi các phương tiện truyền thông. Vào thời điểm châu Phi độc lập đầu tiên và thời đại tranh thủ đấu tranh vì quyền công dân của người da đen, sự trưởng thành cấp tốc của NoI làm lo lắng và mê hoặc giới truyền thông. Thời điểm chứng minh về tính trọng yếu ngày càng tăng của tổ chức diễn ra trong bối cảnh bất đồng khi X được hợp nhất với tư cách là đại biểu của NoI trong một hội ủy viên nhân cách của nhân sĩ da đen tại nhiều quốc gia, trong đó có Fidel Castro vào ngày 19 tháng 9 năm 1960, trong chuyến viếng thăm ở Hoa Kỳ sau này.
Vào ngày 24 tháng 12 năm 1959, Elijah Muhammad và các nhi tử của ông thực hiện tuần lễ hành hương đến Mecca. Bất chấp bảo trì cự ly lớn với phái Islam giáo chính thống, chính quyền đương cục Ả Rập Xê Út đã cho phép nhà chỉ đạo Quốc gia Islam tham gia hoạt động hành hương mà không rõ lý do, có khả năng vì sự vô tri về tổ chức này.
Malcolm X không phải là người môi giới truyền thông duy nhất của tổ chức. Ông cũng được biểu hiện rộng rãi trên báo chí của người da đen của Mỹ. "Những giáo đồ của Quốc gia Islam đã lan truyền Quân Thập tự và Chuyển phát nhanh Pittsburgh, Tân văn Amsterdam và Quan sát viên Westchester (N.W.) vì bao hàm thông điệp của tiên sinh Muhammad, thường được các xí nghiệp thuộc sở hữu của giáo đồ Islam giáo quảng cáo đề hỗ trợ công việc của ông Muhammad. Trong Chuyển phát nhanh và Quân Thập tự, có chuyên mục được gọi là Bài phát biểu của Tiên sinh Muhammad. Trong Tân văn Amsterdam có chuyên mục được đặt tiêu đề là Thế giới Islam giáo và Báo Nhà quan sát công bố những bài phát biểu của tiên sinh Muhammad trong một chuyên mục gọi là: Thiên đường cho người nam tính da trắng và Địa ngục cho người nam tính da đen. Một trong số những tân văn phổ biến rộng rãi là Chuyển phát nhanh Pittsburgh phát hành 35 vạn bản mỗi tuần vào năm 1957.
Tuy nhiên, vào đầu niên đại 1960, Elijah Muhammad muốn tự kỷ hưởng lợi từ cơ quan báo chí. Các ấn phẩm của tổ chức đã tồn tại từ niên đại 1930 (lần xuất bản tối sơ của Hô hoán tối hậu tới Islam giáo năm 1934), nhưng không có tính quy tắc và phạm vi còn nhỏ. Năm 1961 xuất bản tờ báo toàn quốc Bài phát biểu của Muhammad. Điều này phần nào là sáng kiến tiêu đề về bộ phận tờ báo địa phương ở New York năm 1960 của Malcolm X (đương thời là người đứng đầu ngôi đền số 7): Bài phát biểu của Tiên sinh Muhammad. Theo Hô hoán tối hậu (bộ phận nhật báo của NoI), việc tác thành tân văn mới được hiệp trợ bởi "nhà xuất bản ở địa nguyên Pakistan và tác gia Abdul Basit Naeem. Tân văn tối sơ xuất bản mỗi tháng và lượng phát hành thấp, nhưng dần dần có khả năng lưu thông siêu việt hơn, tiếp cận đối tượng người da đen có thể vượt ra ngoài cộng đồng. Năm 1969, tờ báo đã phát hành 40 vạn bản mỗi tuần, và đạt 95 vạn bản/tuần vào năm 1974.
Tối hậu, trường hợp vào niên đại 1950, chi bộ bán quân sự của tổ chức- thông thường xưng là Thực quả - khai phát nổi tiếng, được NoI đề xuất là một cơ quan phục vụ trật tự, phụ trách giữ gìn an toàn của các quan viên và giúp những phần tử hoạt động phát triển sức mạnh. Đối với những nhà phê bình, Thành quả Islam thực tế là một lực lượng bán quân sự tiềm năng. Nhóm này chiêu mộ các thành phần gồm nguyên cảnh sát, quân nhân, và những kẻ phạm pháp, và áp dụng một quy luật nội bộ rất nghiêm ngặt một cách phi thường.

## Phân hóa

### Malcolm X ly khai

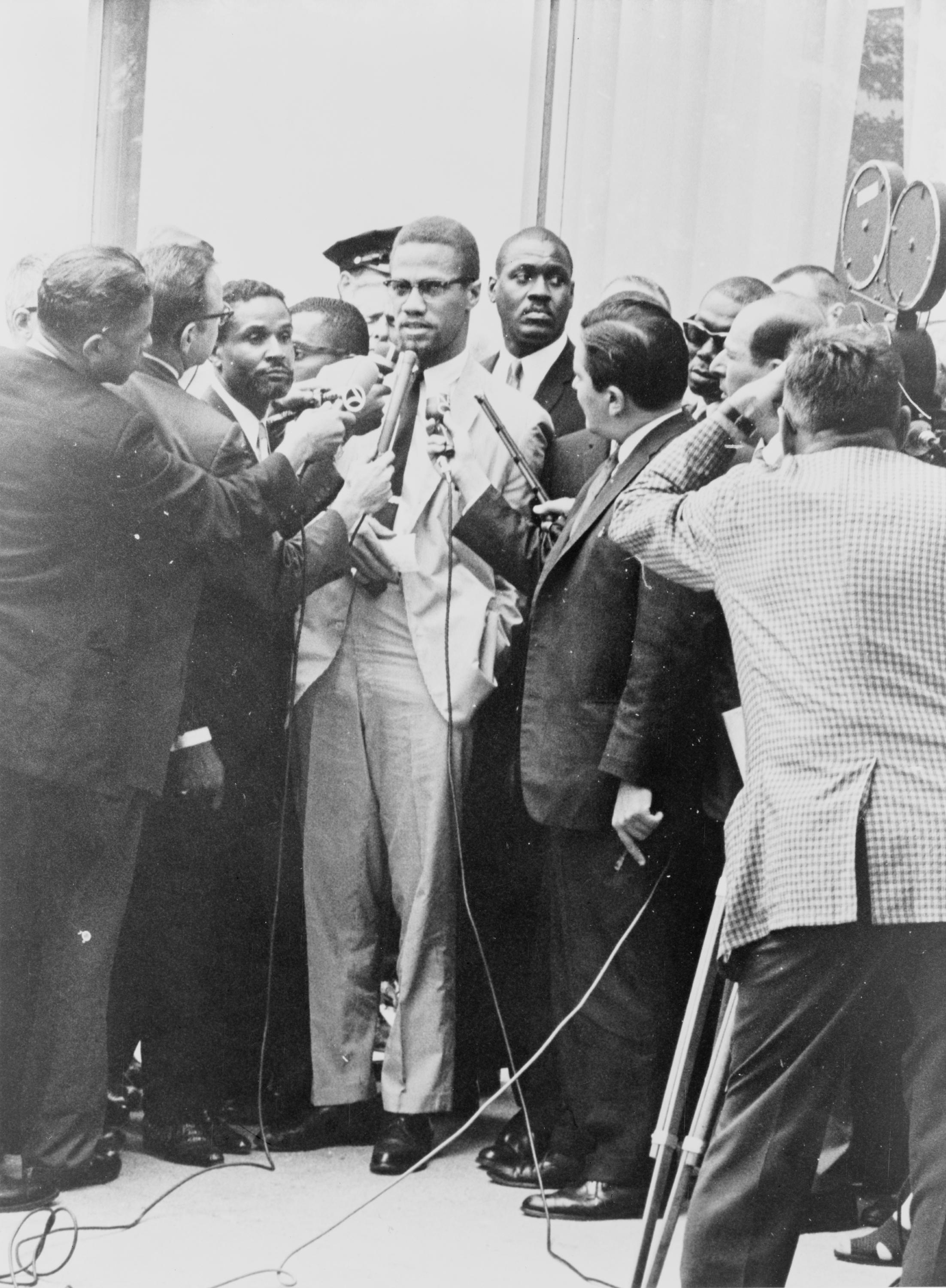
Sự quan tâm của giới truyền thông.

Từ đầu niên đại 1960, Malcolm X và Elijah Muhammad khai thủy gây ra rất nhiều tranh luận.
Đệ nhất, các hành vi lễ nghi tàn ngược: tin đồn đã được vận động trong một thời gian về nhiều vụ thông gian của Elijah Muhammad với các bí thư trẻ của phong trào. Warith Deen Muhammad, nhi tử riêng của Elijah Muhammad, và là thân hữu của X, đã thông báo với ông "vào năm 1963, rằng phụ thân tên Elijah Muhammad đã khiến sáu bí thư mang thai.
Các vụ thông gian là hoàn toàn trái với giáo nghĩa của Quốc gia Islam. Sau khi phủ nhận những thông tin này, Malcolm X cuối cùng cũng thừa nhận chúng vào năm 1963. Elijah Muhammad  tự thân là tình báo của Thượng đế trên địa cầu, và ông không cần tuân theo các quy tắc đối tượng nhân gian phổ thông. Những sự kiện này dường như đã làm cải biến đáng kể niềm tin của X về sự thánh khiết của Elijah Muhammad.
Đệ nhị, điểm phân kỳ là chính trị: Malcolm X quan tâm đến phong trào vận đồng quyền công dân da đen vì nó đã được phát triển từ 1955. Nếu công thức vận động chính thức của phong trào phản đối chủ nghĩa dân tộc da đen và chỉ chủ trương tuyên bố địa vị người da đen nên bình đẳng với một người Mỹ bình thường, thì X cho rằng phải có sự tồn tại của những người theo chủ nghĩa dân tộc da đen và giáo đồ Islam giáo da đen trong phong trào vận động đại chúng da đen vĩ đại của lịch sử Hoa Kỳ. Elijah Muhammad là một những chiến sĩ cuối cùng chống cách ly chủng tộc và tham gia một phong trào vận động trong đó nhiều người da trắng tiến bộ nhưng có thái độ đối địch sẽ sống thật với chính mình. Ông sợ sự giải tán của cộng đồng người da đen hợp xướng ở một nước Mỹ do người da trắng nắm quyền chủ đạo.
Đệ tam, tranh luận về tôn giáo: Malcolm X khai thủy quan tâm đến công thức tư tưởng của phái Hồi giáo Sunni chính thống và nhận ra rằng tôn giáo mà Elijah Muhammad tuyên dương không phải là Sunni thật sự. Sự quan tâm của X đối với Hồi giáo chính thống chỉ có thể khiến anh ta bảo trì cự ly với nhà chỉ đạo. Tối hậu, dã tâm bất đồng: sự trọng yếu của X trong cộng đồng da đen nói chung và Quốc gia Islam nói riêng, dường như đã khiến Elijah Muhammad kỳ thị X.
Năm 1963, sau vụ ám sát Tổng thống lĩnh Kennedy, tất cả những sự phân kỳ đó đã bùng nổ ra tại quảng trường công cộng, sau một bài phát biểu thanh minh gây tranh cãi của X. Anh thanh minh rằng Kennedy không thể ngừng dùng bạo lực để chuyển hướng phản đối anh. Anh thanh minh bổ sung "Những chú gà về nhà vĩnh viễn không bao giờ làm tôi thương tâm. Nó chỉ làm tôi cao hứng" (Chickens coming home to roost never made me sad. It only made me glad). Trong tiếng Pháp, Gà về nhà để ngủ (Chickens coming home to roost) có ý nghĩa tiếp cận câu thành ngữ "gieo gió thu hoạch bão". Câu này khả dĩ lý giải là X rất hoan hỉ vì hành động ám sát. Elijah Muhammad đã phủ định tuyên ngôn này và ra mệnh lệnh cấm chỉ X thanh minh công khai bất kỳ thứ gì trong 90 ngày, và Malcolm X phục tùng lệnh cấm. Nhưng mối quan hệ giữa hai người đã đạt đến điểm phân kỳ. Trong cuốn tự truyện của mình, X cho biết thậm chí một trong những trợ thủ của anh bị NoI quản lý ra mệnh lệnh chủ trương giết chết X.
Vào ngày 8 tháng 3 năm 1964, Malcolm X phát biểu ly khai Quốc gia Islam. Vào ngày 12 tháng 3, ông tuyên bố thiết lập tổ chức tự thân "Công ty xã hội giáo đồ Islam." (The Muslim mosque inc).  Ít lâu sau, anh phát biểu cải tông sang phái Hồi giáo Sunni chính thống. Ngày 13 tháng 4 năm 1964 Malcolm X xuất phát bay đến Ả Rập Xê-út từ Sân bay quốc tế John F. Kennedy để thực hành phản hồi tuần lễ hành hương đến Mecca (hajj) dưới cái tên Islam giáo Malik El-Shabazz. Thê tử và các nữ nhi của ạnh sau đó đổi họ là Shabazz.
Ông chỉ trích Chủ nghĩa chủng tộc phản người da trắng của Quốc gia Islam. Nhưng Malcolm X vẫn trung thực với phương pháp hành động đặc quyền của người da đen. Anh cũng cự tuyệt khiển trách người bị áp bức sử dụng phương pháp bạo động và đã có một số lời lẽ khá khắc nghiệt đối với những người đề xuất phương pháp phi bạo lực. Anh cáo buộc phương pháp phi bạo lực là "phương pháp khuyến khích những người đấu tranh khuất phục kẻ thù". Ngay sau khi trở về từ Mecca, Malcolm X đã thống nhất cơ cấu và thiết lập "Tổ chức đoàn kết người Mỹ gốc Phi" - một nhóm chính trị phi tôn giáo. Do đó, ông hi vọng tổ chức là tiến hành lãnh đạo cả một cuộc đấu tranh tôn giáo cho Islam, và tiến hành đấu tranh chính trị cho người da đen và cả hai nguyện vọng đều thi hành một cách tự chủ ở các đô thị.
Mối quan hệ căng thẳng giữa Malik El-Shabazz và Quốc gia Islam tăng lên một cách khẩn trương. Ngày 14 tháng 2 năm 1965 một quả bom nổ đã giết chết anh cùng 15 người chết khác vảo ngày 21 tháng 2 năm 1965. Hai tháng trước đó, Louis Farrakhan đã viết "một người đàn ông như hắn đáng chết". Ba thành viên của Quốc gia Islam đã bị phán quyết có tội ám sát vào năm 1966: Norman 3X Butler, Thomas 15X Johnson và Talmadge Hayer. Bản thân tổ chức phủ định thông tin mình tham gia vào vụ ám sát. "Betty Shabazz [Thê tử của Malcolm X], người đã chết năm 1997, đã công khai chỉ trích Farrakhan có vai trò trong vụ mưu sát". Ông thừa nhận vào đầu năm 2007 "Tôi đồng mưu với kẻ sát nhân trong tư tưởng", đồng thời phủ định khả năng tham dự trực tiếp của tổ chức vào vụ việc.
Năm 1994, Qubilah Shabazz, một đứa con gái của Malcolm X đã bị triệt tiêu và bị khởi tố tội thuê sát thủ sát hại Farrakhan vào năm 1995. Người ta cũng cho rằng Cục Điều tra Liên bang đã biết về kế hoạch ám sát và định thậm chí hiệp trợ X, nếu X không được chi viện. Giả thuyết này được NoI tiếp thụ.. Sau khi chết, kế hoạch của Malcolm X để kiến lập một tín ngưỡng Hồi giáo Sunni trong cộng đồng da đen, hòa nhập vào Hồi giáo thế giới và đả phá chủ nghĩa chủng tộc dường như là một thất bại lớn. Tổ chức của ông vẫn còn tình trạng lợi ích đoàn thể, và Elijah Muhammad kiên quyết khống chế đạo Islam của người da đen Mỹ cho đến khi ông qua đời năm 1975.

### Sự chuyển hóa
Vào ngày 26 tháng 2 năm 1975, Elijah Muhammad qua đời. Căn cứ theo tín ngưỡng thần số, ông chỉ định nhi tử thứ bảy của mình, Warith Deen Muhammad (tên khai sinh Wallace D. Mohammed vào năm 1933) kế vị ông. Sau đó, Warith thừa nhận bị ảnh hưởng bởi tư tưởng của Malcolm X (thân hữu của ông), và hứa hẹn sẽ phục hồi phong trào vận động do X đã gầy dựng (một thánh đường thậm chí đã đặt theo tên của X). Trong ba năm, từ năm 1975 đến năm 1978, ông triệt để cải biến hình thái ý thức của phong trào vận động, dựa vào nền tảng tôn giáo tôn giáo Islam Sunni, đồng thời đả phá hình thái ý thức chủ nghĩa chủng tộc và chủ nghĩa dân tộc của phụ thân. "Ý tưởng của chúng tôi về cộng đồng không phải là đạo Islam, xuất phát từ thời đại chủ nghĩa dân tộc da đen. Do đó, kế hoạch kiến lập một quốc gia độc lập cho người da đen bị bỏ rơi.
Sự tập trung lực cường điển hình của Quốc gia Islam cải cách, xúc tiến quá trình "địa phương phân quyền lực hóa" của thánh đường phản đối thể chế trung ương tập quyền, phù hợp hơn với truyền thống phái tôn giáo Islam Sunni: "Tôn giáo của chúng tôi không có nhu yếu về trình độ tổ chức và trung ương tập quyền chế ngự cấp dưới. Islam tất yếu vì giáo đồ Islam, chỉ cần họ sử dụng đạo để giải thoát chính mình và đi đến nhà thờ giáo đồ Islam thì cũng đủ rồi " . Phong trào vận động này do tất cả nhân chủng khai phóng sở hữu, mặc dù trên thực tiễn cấu thành chủ yếu gồm những người Mỹ gốc Phi. Warith Deen Muhammad đã trở thành một nhà chỉ đạo tôn giáo đáng tôn kính và bất khả xâm phạm ở Hoa Kỳ. Vào năm 1992, ông được yêu cầu thực hiện một lời cầu nguyện cho Thượng viện Hoa Kỳ, và ông gửi lời cầu nguyện đại diện cho giáo đồ Islam tại buổi cầu nguyện tín ngưỡng vào lễ nhậm chức của Tổng thống Clinton năm 1997.

## Sự tái lập

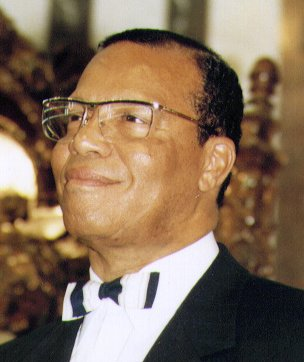
Louis Farrakhan.

Năm 1978, một nhóm các thành viên trong tiểu tổ theo chủ nghĩa lịch sử ở Quốc gia Islam, do Louis Farrakhan lãnh đạo, đã quyết định tiến hành tái tổ chức bằng những nguyên lý của Elijah Muhammad. Năm 1981, Louis Farrakhan chính thức tuyên ngôn hồi phục Quốc gia Hồi giáo với cơ sở trung tâm là những giáo nghĩa trung thật của Elijah Muhammad. NoI "mới" khẳng định tự thân họ là sự tiếp nối hợp pháp của tổ chức do Elijah Muhammad tác thành, cả về mặt tôn giáo cả về chủ trương chủ nghĩa dân tộc da đen. Trong thực tế, tổ chức vào niên đại 1960 đã phát sinh rất nhiểu chuyện biến hóa so với hồi thập niên 1930, đặc biệt trong ba phương diện:
- Mối quan hệ cách ly với những tổ chức của những nhân chủng da đen khác. Với sự phát triển nhất thể hóa của một giai cấp trung lưu da đen thông minh và thực tiễn hơn, NoI khai phát dẫn dắt để có thể khai triển đối thoại hiệu quả hơn với các nhóm khác trong cộng đồng da đen so với Elijah Muhammad. Dưới sự lãnh đạo của Louis Farrakhan, tổ chức này tất yếu chủ trương thống nhất một cách phi thường, và chủ trương kiên trì đoàn kết tất yếu giữa các cộng đồng da đen, trong khi Elijah Muhammad vẫn còn phản đối các tổ chức chống cách ly chủng tộc với quy mô lớnː Đại thần Farrakhan [...] được hoan nghênh trong vô số giáo hội". Đối với "sự phục hồi sức mạnh chính trị thực sự của cộng đồng [da đen], Đại thần Farrakhan đã tái đăng ký đầu phiếu trong tháng 6 năm 1996 và kết thành liên hợp các tổ chức tôn giáo, thị dân và đoàn thể chính trị để đề cao sự phục hưng sức mạnh chính trị cho những người đang bị mất quyền công dân chân chính trong tình thế bi đát này[75].
- Cải thiện mối quan hệ với những tổ chức của giáo đồ Islam giáo da đen khác. Sau những cải cách của nhi tử Elijah Muhammad, Sunni trở thành phái đa số trong cộng đồng giáo đồ Islam da đen. Do đó, nghĩa vụ hiểu rõ định nghĩa tự thân trong mối quan hệ hòa giải với những nhóm khác là bất khả khiếm khuyết, và đã mối quan hệ giữa các giáo đồ Sunni trở nên thực tiễn hơn, mặc dù các giáo nghĩa vẫn bất đồng ở một số phương diện nhất định.
- Mối quan hệ với xã hội Mỹ nói chung. Với sự tiến hóa và chế độ hóa của NoI, tổ chức đã phải khai phát chủ nghĩa bài Hoa Kỳ. Những lời phê phán quốc gia Hoa Kỳ vẫn còn đó, nhưng việc các thành viên cấp tiến của NoI cự tuyệt coi tự kỷ là người Mỹ, một lời cự tuyệt đã được tái sử dụng vào thời đại Elijah Muhammad, đã dần rơi vào tình trạng không tham gia tuyển cử[75], mặc dù "chủ trương riêng biệt không được loại bỏ khỏi chương trình tín đố quốc gia Islam trong năm 1965, vẫn chính thức có hiệu lực.

### Chiến dịch tranh cử năm 1984

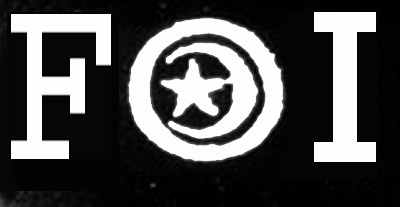
Một loại biểu trưng của Thành quả Islam, chi nhánh "an ninh" của tổ chức.

Quốc gia Islam "đã tham gia vào chiến dịch tuyển cử tổng thống của Jesse Jackson vào tháng 11 năm 1983". Hỗ trợ cho danh nhân Dân chủ này cho cuộc vận động tuyển cử Tổng thống tháng 11 năm 1984 hiện tại là một sự cách tân so với thái độ truyền thống là xa cách các tổ chức cơ cấu nhà nước Hoa Kỳ và các tổ chức khác của người Mỹ gốc Phi. Tổ chức của Louis Farrakhan hiện tại kiên trì ủng hộ bất cứ điều gì có thể nâng cao trạng thái địa vị và sự tình người da đen ở Hoa Kỳ. "[Tổ chức an toàn] - đó là Thành quả Islam, [công ty con của NoI] - chủ trương xử lý những kẻ thù của Jesse Jackson trong chiến dịch vận động tuyển cử Tổng thống năm 1984 trước khi các tổ chức bí mật kế tục điều đó".
Vào tháng 4 năm 1984, "Farrakhan đã cảnh cáo Đảng Dân chủ rằng nếu yêu cầu của Jackson không được đối đãi tốt tại Đại hội đại biểu toàn quốc", ông sẽ lãnh đạo "một đội quân gồm những da đen nam tính và nữ tính đến Washington DC, và chúng tôi [...] sẽ tìm cách lãnh đạo đàm phán đòi một Nhà nước hoặc một Lãnh thổ riêng biệt mới". Câu thanh minh "chống Mỹ" này, cũng như hình tượng chống người da trắng và chống Do Thái của tổ chức, đã đưa ra vấn đề nan giải với Jesse Jackson, tự thân phải bảo trì một cự ly với "̪bang nhóm" ô hợp này để thành công. Tuy nhiên, chiến dịch hoạt động của Jesse Jackson là một thời khắc trọng yếu đối với Quốc gia Islam, tổ chức được truyền thông quốc gia chủ trương ủng hộ, và đã có thể kiên trì chủ trương theo chủ nghĩa triệt để của dân quân da đen, chỉ ba năm sau khi chính thức tái hoạt động.

### Phát triển tín đồ

Một giáo kỳ Quốc gia Islam.

Từ đầu niên đại 1980, NoI và Sunni hữu dưới thời nhi tử của Elijah Muhammad khai thủy phát triển cùng nhau khá đồng đều, tuy nhiên cả hai có nghĩa vụ phải tự xác định định nghĩa mối liên quan với nhau.
Giáo lý phái Chính thống ở NoI vận động hạn chế dị tính dân tộc của phong trào. Trong khi bảo trì sự ưu tiên cảm tính cho người Mỹ gốc Phi họ  đồng thời chủ trương kiên trì hội nhập với Islam toàn cầu và nội bộ Mỹ. Như vậy, họ tiêu trừ các công cụ lý luận dị tính thần học phân biệt họ với những chủng tộc giáo đồ Islam khác, và họ kiên trì cho rằng một giáo đồ Islam tốt là một người Mỹ tốt. Việc cấm chỉ những người da màu đầu phiếu hoặc tham gia vào quân đội đã được giải trừ. Những người ủng hộ Warith Deen Muhammad "hiện tại tự xưng là sứ giả điều hòa nhân chủng, tình huynh đệ và chủ nghĩa ái quốc Hoa Kỳ". Warith Deen Muhammad đã tham gia vào một buổi cầu nguyện đại kết tại Hội nghị Mỹ vào niên đại 1990, do Tổng thống Bill Clinton chấp chính.
Về phần mình, NoI vẫn chính thức giữ gìn công thức đặc thù chủ nghĩa rất trung thực của mình, bất luận là thần học (theo Hồi giáo Sunni kiểu tương đối) và chính trị (theo Hoa Kỳ kiểu tương đối). Tuy nhiên, kinh nghiệm thực tiễn của tổ chức dường như đã tiến hóa lên nhất định. Những lời đề xướng kinh Koran ngày càng nhiều, các "tu viện" đổi tên thành "thánh đường Hồi giáo", người ta ngày càng tôn trọng năm trụ cột của đạo Islam, thái độ bài người da trắng rất ôn hòa một cách phi thường, khuyến khích tuyển cử trong cuộc đầu phiếu hiện tại. Có một nỗ lực nhất định để thích ứng với tính hợp pháp tôn giáo Islam của phái giáo đồ Islam da đen Sunni, nhưng cũng nguyện vọng người ta tôn kính mình vì sức mạnh trọng thể gia tăng của NoI.

### Vạn người du hành

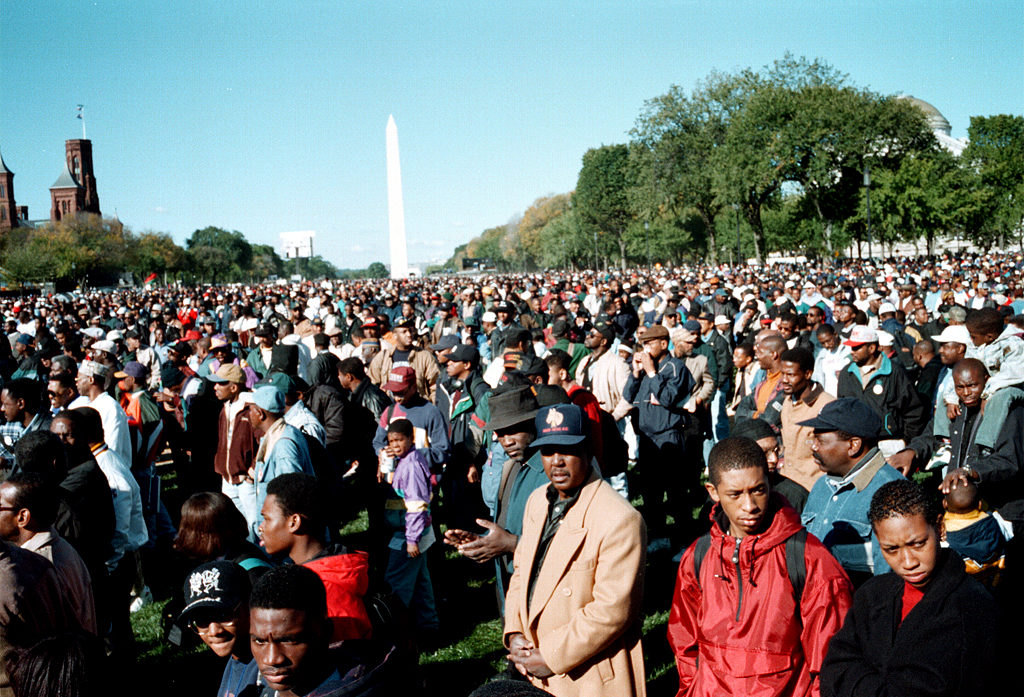
Cử hành phong trào Vạn người du hành, ở đặc khu Washington DC, năm 1995.

Đây là một sự kiện lớn được tổ chức tại đặc khu Washington DC năm 1995 bởi NoI. Đây không phải là một sự kiện hoạt động tôn giáo, mà chủ yếu là một sự kiện cộng đồng, chính trị-xã hội. "Cuộc tuần hành của tổ chức... tiến hành vào ngày 16 tháng 10 là một ngày thiêng liêng, hòa giải và trách nhiệm". Mục tiêu tiến hành là khuyến khích người Mỹ gốc Phi tuyển cử trong cuộc đầu phiếu ở Hoa Kỳ (điều này mâu thuẫn với giáo lý truyền thống của thời đại Elijah Muhammad), và khuyến khích các thành viên cộng đồng tự kỷ tiếp thụ đầu phiếu và tham gia quản lý các vấn đề phạm tội, chất gây nghiện và nghèo đói. Những phát ngôn viên cũng phê phán cao độ Hội nghị do Đảng Cộng hòa thống trị rất nhiều vì tước giảm một cách phi thường do cuộc tuyển cử năm 1994 (chương trình "Hợp đồng với Mỹ") của các phong trào viện trợ xã hội, như Bổ trợ y liệu, chương trình nhà ở, học bổng cho học sinh và các chương trình giáo dục.
Tất cả người da đen nam tính khai phóng sự kiện này, chứ không phải người da đen nữ tính hay người da trắng khai phóng. Trên thực tế, một số người da đen nữ tính nhất định đã tham gia biểu tình, nhưng số lượng không tương đương với đàn ông da đen. Phương pháp bài xích và phân liệt giới tính hay nhân chủng gây tranh luận một cách liệt cường.
Cảnh sát thảo luận rằng số lượng người tham gia chính xác là 400.000 người, còn người tổ chức nghị luận số lượng là từ 150 vạn đến 200 vạn người ), nhưng dường sau đó đã giảm xuống chỉ còn dưới 100 vạn. Thành công của cuộc tuần hành đã khiến nó trở thành một trong những sự kiện điển hình đáng tham chiếu của NoI hiện tại, sử dụng nó rộng rãi trong giao lưu, đặc biệt là với khái niệm Vận động bách vạn, một phong trào điện thoại được đưa ra vào năm 2005 cho toàn thể xã hội người da đen để động viên tổ chức các cuộc huy động lớn khác chủ yếu trên khắp Hoa Kỳ.
Ngoài số lượng người tham gia, cuộc du hành là một thành công chính trị cho NoI, có sự tham gia của Hiệp hội Dân chủ da đen tại Hạ viện Hoa Kỳ (Tiểu tổ da đen), và thậm chí cả sự tham gia của một đảng viên Cộng hòa đương tuyển. Sự kiện Vạn người du hành năm 1995 xác nhận rằng Quốc gia Islam bất đồng là một tổ chức tôn giáo mà còn là tổ chức chính trị phi thường và khác tổ chức của giáo đồ Islam Sunni. Mặc dù giáo đồ Islam Sunni có giáo đồ Islam Sunni chiếm từ 80% đến 90% giáo đồ Islam da đen Mỹ đang tồn tại, tuy nhiên về chính trị họ có quan điểm rất ôn hòa, và thực tế ta ít thấy họ hoạt động chính trị. Do tồn tại chỉ thị của Farrakhan, NoI bắt đầu gây ảnh hưởng đến giáo đồ Islam da đen Sunni. Sự kiện Keith Ellison là ví dụ nhãn tiền nhất.
Mặc dù đã cải tông sang làm giáo đồ Islam Sunni vào năm 1983, tuy nhiên chính Ellison cho rằng dù có tự xưng là Sunni chính thống đi chăng nữa, NoI chỉ là một tông phái ngụy Islam và cho dù NoI có du hành phi thường cỡ nào đi chăng nữa và có quan hệ mật thiết phi thường với các hội Islam khác, thì chỉ là một tổ chức ly khai. Sự thật là trong khi những giáo đồ Islam bên ngoài cộng đồng da đen nói chung cự tuyệt rất phổ biến và cường liệt, tuy nhiên những giáo đồ Islam da đen Sunni thực tiễn thường tỏ ra đồng tình và ủng hộ tổ chức, không nói quá nhiều về ngôn luận tôn giáo ngụy Islam ở Illinois (vì quá phi chính thống và mang tính giảng hòa) và các hoạt động thực hành tôn giáo của cộng đồng đen. NoI chủ trương không tiếp thụ chủ nghĩa phân ly nhân chủng. Ngoài hoạt động thành công vang dội, sự kiện Vạn người du hành năm 1995 chứng tỏ năng lực và độ ảnh hưởng NoI đương kim siêu việt đến nỗi đã vượt qua cảnh giới tôn giáo.

### Quốc tế hóa

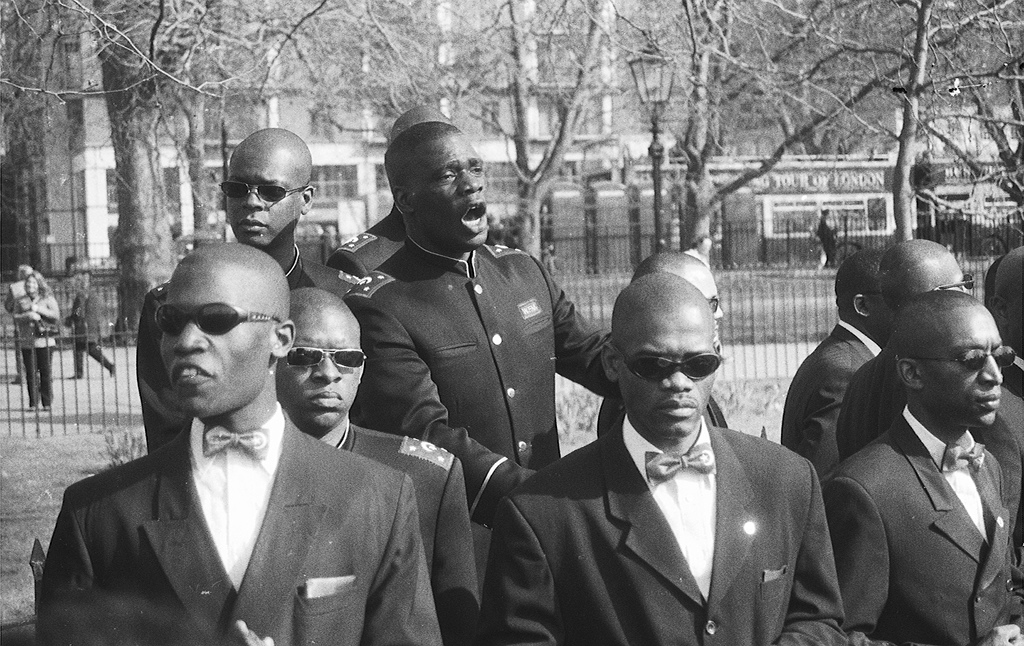
Một nhà thuyết giáo NoI, được bao quanh bởi các thành viên Thành quả Islam vào năm 1999 tại Anh, chứng tỏ NoI đang nỗ lực mở rộng các căn cứ bên ngoài Hoa Kỳ của họ.

Khai thủy từ niên đại 1980, Louis Farrakhan gia tăng sức mạnh ở hải ngoại Hoa Kỳ. Một số hành động nhằm mục đích kiến lập các tổ chức con mới của Quốc gia Islam, những hành động khác chủ yếu có những mục đích mang phương diện hình tượng cụ thể khác hơn đôi chút, trong khi một vài hành động khác nhằm mục đích có được tài trợ.

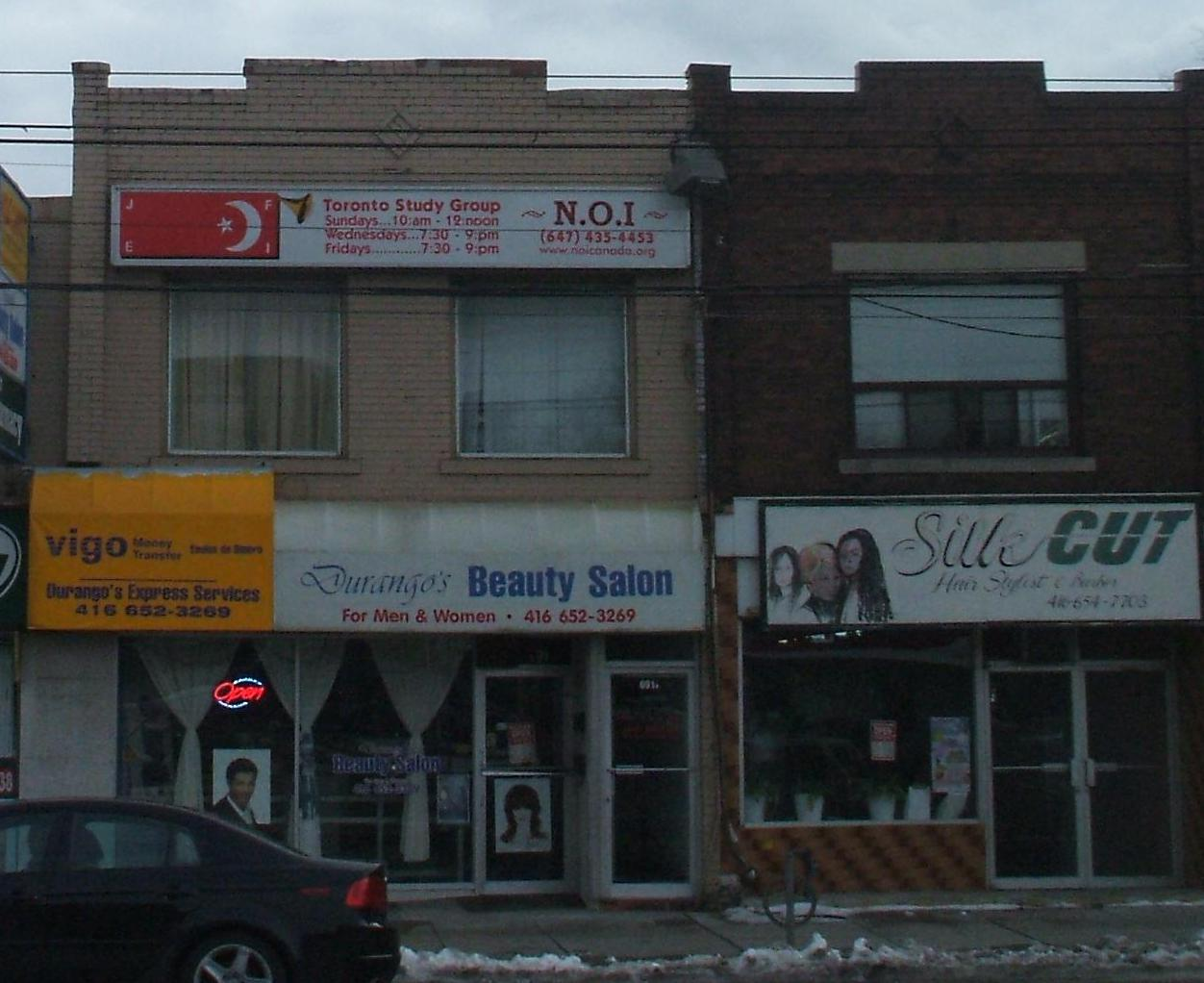
Một "trung tâm học tập" của NOI tại Toronto, Canada năm 2007.

Đối với việc sáng kiến tác thành các chi nhánh mới của NoI, kết quả dường như rất khiêm tốn. Chi nhánh Canada là nơi phát đạt nhất, do nằm gần trung tâm lịch sử của tổ chức là ở bắc đông bộ Hoa Kỳ. Một chi bộ dị nghị tổ chức thậm chí đã thiết lập vào năm 1997, Quốc gia Islam ở Gia Nã Đại. Có một chi nhánh nhỏ, ở Pháp, nơi nhà hoạt động da đen cấp tiến Kémi Séba. hình thành hình thái ý thức (trước khi ly khai). Tổ chức này cũng đã tự kỷ cố gắng để thiết lập cơ cấu tại Anh Quốc vào niên đại 1990 nhưng thất bại.
Tổ chức này tuyên bố hùng hồn rằng "các thánh đường Hồi giáo và các tiểu tổ nghiên cứu trong hơn 120 trụ sở tại các đô thị ở châu Mỹ, châu Âu, Caribê và các sứ mệnh truyền giáo phát triển ở Tây Phi và Cộng hòa Nam Phi, chủ trương truyền bá những lời dạy của Ngài Elijah Muhammad. [...] Louis Farrakhan đã được hoan nghênh ở nhiều quốc gia Islam với tư cách là một nhà tư tưởng và giáo sư Islam trọng yếu, và được hoan nghênh trên khắp các chư quốc có đông giáo đồ Islam tại châu Phi, vùng Caribe và châu Á, với tư cách là nhà vô địch tranh thủ đấu tranh cho tự do, chính nghĩa, bình đẳng". Những hoạt động bên ngoài Hoa Kỳ của NoI đôi khi bị công dân nước khác khinh bỉ. Vì vậy, chính phủ Anh cấm chỉ Louis Farrakhan nhập cảnh vào lãnh thổ của mình vào năm 1986, sau tuyên ngôn của ông cho rằng Hitler là "một nhân vật vĩ đại".
Louis Farrakhan đặc biệt chú ý đến châu Phi, và đã thực hiện một số chuyến lữ hành đến vùng đất này, mặc dù một chỗ ở lâu dài dường như vĩnh cửu không có hướng giải quyết và tất nhiên rất khó tìm kiếm. Sự việc tiêu biểu nhất chứng tỏ việc này là vào năm 1986, Farrakhan đang tổ chức một chuyến lữ hành kéo dài năm ngày tới Nigeria "với 14 người trợ thủ và vệ sĩ của tổ chức", gây ra một số phản ứng phủ định trong quốc nội.
Vào tháng 5 năm 1993, Farrakhan tới Libreville, Gabon để tham gia hội nghị đệ nhị thượng đỉnh người Mỹ gốc Phi sinh sống tại châu Phi [...]. Vào tháng 10 năm 1994, tư tế đại thần Farrakhan đã đưa 2.000 người da đen từ Mỹ đến Accra, Ghana để tham gia Ngày Quốc tế Chúa cứu thế tối sơ do Quốc gia Islam tổ chức. Tổng thống Ghana Jerry Rawlings tuyên bố chính thức dự lễ khai bế đại hội này và tham dự trong 5 ngày.
Bao quát các chuyến lữ hành khác, chúng ta cũng có thể đề cập đến sự tham gia của lãnh đạo NoI (tham dự) tại lễ khai mạc Liên hợp châu Phi năm 2002. "Tân văn NoI"̪ cường điệu hóa các cuộc hội đàm của những lãnh đạo này với "Tổng trưởng sự vụ Liên Hợp Quốc, Kofi Annan; phó Tổng thống Liberia; Amara Essy, Tổng trưởng sự vụ Liên hợp châu Phi kiêm Tổng trưởng sự vụ Cộng đồng kinh tế các quốc gia Tây Phi" trong các bài báo giới thiệu.

Năm 1996, Farrakhan tới Libya, đương thời bị Hội Quốc Liên trừng phạt chế tài, để nhận Giải thưởng Gaddafi cho Nhân quyền lên tới 25 vạn đô la. Phong trào vận động đã vay 800 vạn đô la Mỹ từ Kadafhi bao quát 300 vạn đô la Mỹ để mua lại tổng bộ tại nam bộ Chicago và 500 vạn đô la Mỹ để trả tiền thuế còn thiếu và chi phí nhà ở theo thời gian của Elijah Muhammad. Ngày 18 tháng 12 năm 1997, Farrakhan hội kiến Sheikh Mohammed Sayed Tantawi, thủ trưởng phụ trách Al-Azhar, nhà thờ Hồi giáo Sunni tối thượng trên thế giới.

### Thành quả Islam

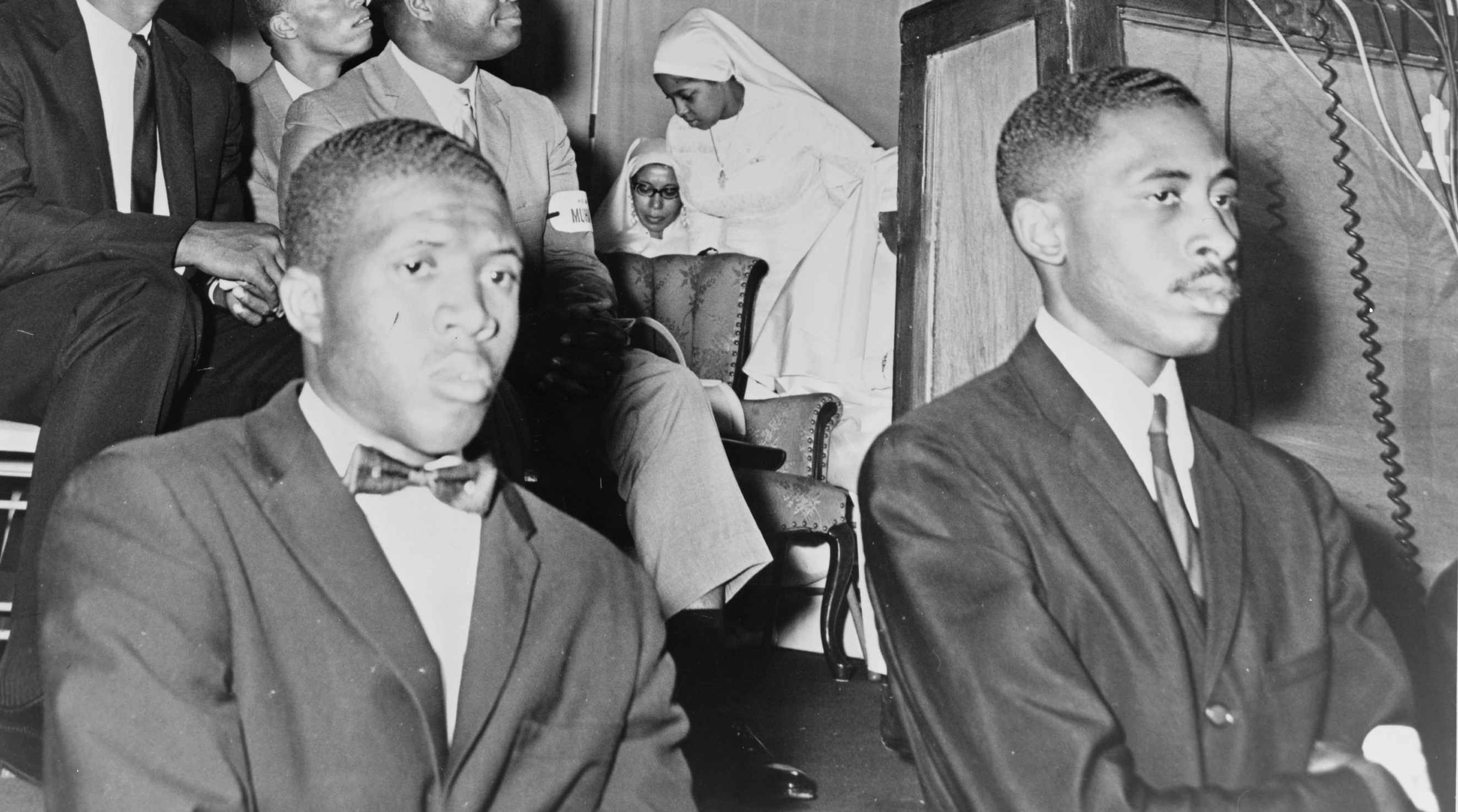
Hai thành viên của Thành quả Islam, tại một cuộc họp năm 1964.

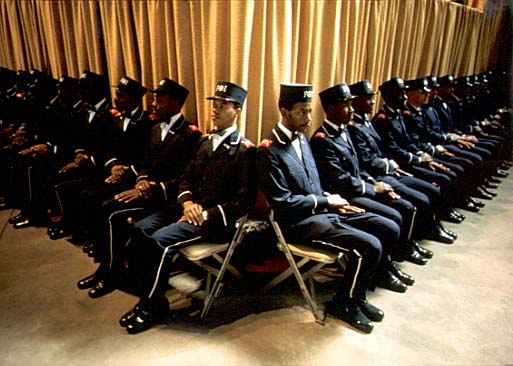
Thành viên của FOI năm 1974.

Thành quả Islam là cánh tay bảo an của tổ chức. Được khai phát vào thập niên 1950, ban đầu nó là một dịch vụ đặt hàng đơn giản, nổi tiếng với sự ưu nhã nghiêm ngặt của các thành viên. Dưới sự giám sát của Louis Farrakhan, nó cũng đã trở thành một đơn vị bảo an thương nghiệp chân chính, bảo vệ các thành viên và khu tự quản hoặc cá nhân. Do đó, Michael Jackson đã sử dụng hộ vệ của Quốc gia Islam trong các vụ khởi tố ngược đãi nhi đồng.